# Império Romano do Ocidente
O Império Romano do Ocidente compreende as províncias ocidentais do Império Romano em qualquer época durante a qual foram administradas por uma corte imperial independente; em particular, este termo é usado na historiografia para descrever o período entre os anos 395 e 476, onde havia cortes equivalentes e separadas dividindo a governança do império nas províncias ocidentais e orientais, com uma sucessão imperial distinta. Os termos Império Romano do Ocidente e Império Romano do Oriente foram cunhados nos tempos modernos para descrever entidades políticas que eram independentes de fato; os romanos contemporâneos não consideravam o império dividido em dois, mas o viam como um único governo gerido por duas cortes imperiais separadas por questões administrativas. O Império Romano do Ocidente entrou em colapso em 476 e a corte imperial ocidental em Ravena foi formalmente dissolvida por Justiniano em 554. A corte imperial oriental sobreviveu até a queda de Constantinopla em 1453.
Embora o império tivesse passado por períodos com mais de um imperador governando conjuntamente, a visão de que era impossível para um único imperador governar todo o império foi institucionalizada à lei romana pelo imperador Diocleciano após as desastrosas guerras civis e desintegrações da Crise do Terceiro Século. Ele introduziu o sistema da tetrarquia em 286, com dois imperadores intitulados Augusto, um no Oriente e um no Ocidente, cada um com um César nomeado. Embora o sistema tetrárquico tenha entrado em colapso em questão de anos, a divisão administrativa Ocidente-Oriente duraria, de uma forma ou de outra, nos séculos seguintes. Como tal, o Império Romano do Ocidente existiria intermitentemente em vários períodos entre os séculos III e V. Alguns imperadores, como Constantino I e Teodósio I, governaram como o único Augusto em todo o Império Romano. Com a morte de Teodósio I em 395, ele dividiu o império entre seus dois filhos, com Honório como seu sucessor no Ocidente, governando brevemente a partir de Mediolano e depois de Ravena, e Arcádio como seu sucessor no Oriente, governando a partir de Constantinopla.
Em 476, após a Batalha de Ravena, o Exército Romano no Ocidente sofreu uma derrota nas mãos de Odoacro e seus federados germânicos. Odoacro forçou a deposição do imperador Rômulo Augusto e se tornou o primeiro rei da Itália. Em 480, após o assassinato do imperador ocidental Júlio Nepos, o imperador oriental Zenão dissolveu a corte ocidental e se proclamou o único imperador do Império Romano. A data de 476 foi popularizada pelo historiador britânico Edward Gibbon como um evento que demarcou o fim do Império do Ocidente e às vezes é usada para marcar a transição da Antiguidade para a Idade Média. A Itália de Odoacro e os outros reinos bárbaros, muitos deles representando antigos aliados dos romanos ocidentais que haviam recebido terras em troca de assistência militar, manteriam uma pretensão de continuidade romana por meio do uso contínuo dos antigos sistemas administrativos romanos e da subserviência nominal à corte romana no Oriente.
No século VI, o imperador Justiniano I reintroduziu o governo imperial direto em grandes partes do antigo Império Romano do Ocidente, incluindo as regiões prósperas do norte da África, o antigo coração romano da Itália e partes da Hispânia. A instabilidade política nas regiões centrais orientais, combinada com invasões estrangeiras e diferenças religiosas, dificultou os esforços para manter o controle desses territórios e eles foram gradualmente perdidos para sempre. Embora o Império do Oriente mantivesse territórios no sul da Itália até o século XI, a influência que ele exercia sobre a Europa Ocidental havia diminuído significativamente. A coroação papal do rei franco Carlos Magno como imperador romano no ano 800 marcou uma nova linha imperial que evoluiria para o Sacro Império Romano-Germânico, que representou um renascimento do título imperial na Europa Ocidental, mas não foi, em nenhum sentido significativo, uma extensão das tradições ou instituições romanas. O Grande Cisma de 1054 entre as igrejas de Roma e de Constantinopla diminuiu ainda mais qualquer autoridade que o imperador em Constantinopla pudesse esperar exercer no Ocidente.

## História

### Reinado de Honório

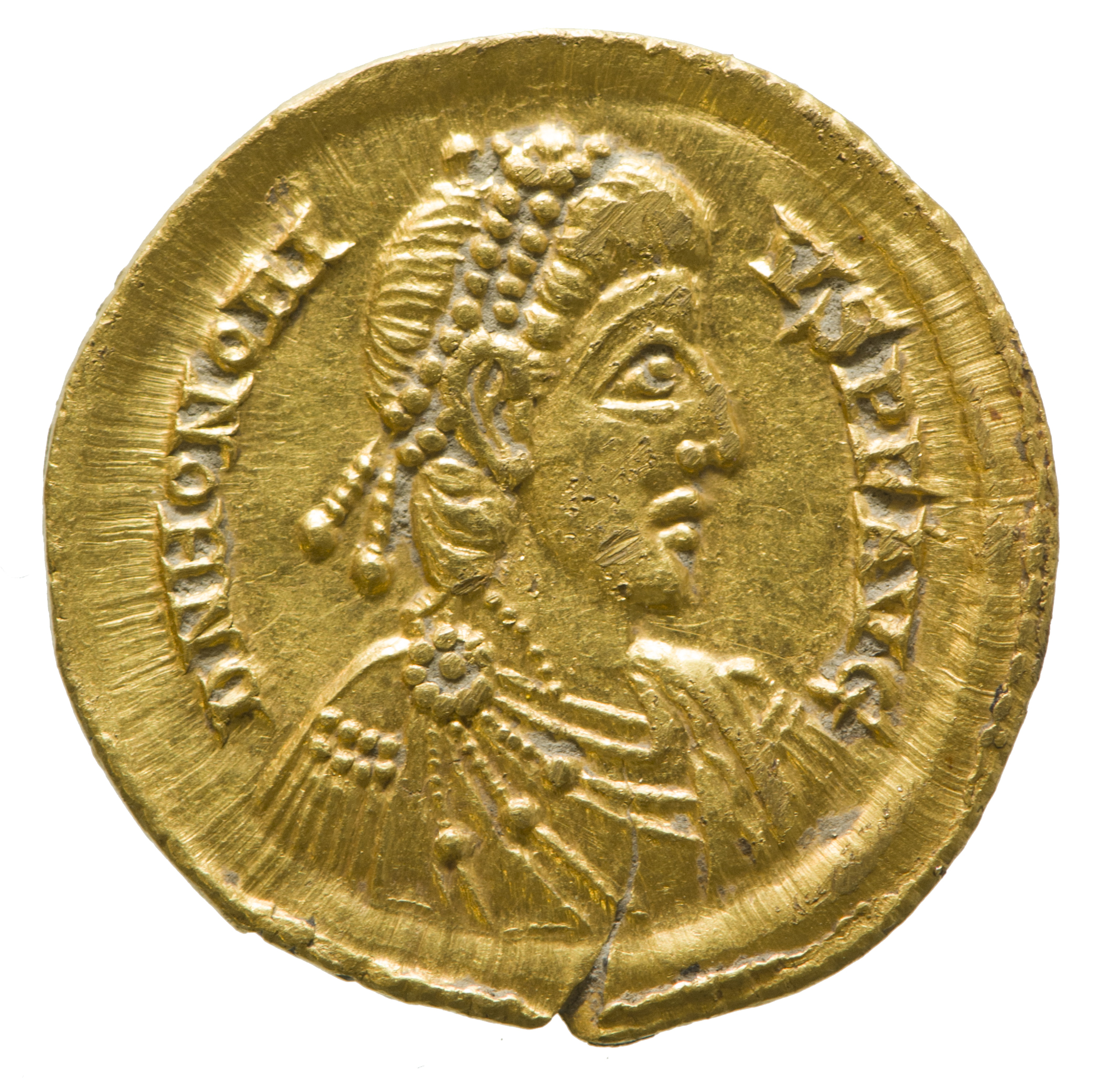
Soldo do imperador Honório

Honório, o filho mais novo de Teodósio I, foi declarado Augusto (e, como tal, coimperador com seu pai) em 23 de janeiro de 393. Após a morte de Teodósio, Honório herdou o trono do Ocidente aos dez anos de idade, enquanto seu irmão mais velho Arcádio herdou o Oriente. A capital ocidental era inicialmente Mediolano, como havia sido durante as divisões anteriores, mas foi transferida para Ravena em 402 com a entrada do rei visigodo Alarico I na Itália. Ravena, protegida por pântanos abundantes e fortificações robustas, era muito mais fácil de defender e tinha fácil acesso à frota do Império do Oriente, mas tornava mais difícil para os militares romanos defenderem as partes centrais da Itália das frequentes incursões bárbaras. Ravena permaneceria como a capital ocidental por 74 anos até a deposição de Rômulo Augusto e mais tarde seria a capital tanto do Reino Ostrogótico quanto do Exarcado de Ravena.
Apesar da capital ter sido transferida, o poder econômico permaneceu focado em Roma e em sua rica aristocracia senatorial que dominava grande parte da Itália e da África em particular. Depois que o imperador Galiano baniu os senadores dos comandos do exército em meados do século III, a elite senatorial perdeu toda a experiência – e interesse na – vida militar. No início do século V, a rica elite de proprietários de terras do Senado Romano proibiu amplamente seus inquilinos do serviço militar, mas também se recusou a aprovar financiamento para manter um exército mercenário suficientemente poderoso para defender todo o Império do Ocidente. A área militar mais importante do Ocidente era o norte da Gália e a fronteira do Reno no século IV, quando Augusta dos Tréveros (atual Tréveris) frequentemente servia como uma espécie de capital militar para o Império. Muitos dos principais generais ocidentais eram bárbaros nesse período.
O reinado de Honório foi, mesmo para os padrões romanos ocidentais, caótico e atormentado por lutas internas e externas. Os federados visigóticos sob o comando de Alarico, mestre dos soldados na Ilíria, rebelaram-se no ano 395. Gildão, o conde da África e o mestre dos exércitos da África (Magister utriusque militiae per Africam), rebelou-se em 397 e deu início à Guerra Gildônica. Estilicão conseguiu subjugar Gildão, mas estava em campanha em Récia quando os visigodos entraram na Itália em 402. Estilicão, correndo de volta para ajudar na defesa da Itália, convocou legiões na Gália e na Grã-Bretanha com as quais conseguiu derrotar Alarico duas vezes antes de concordar em permiti-lo recuar de volta para a Ilíria.

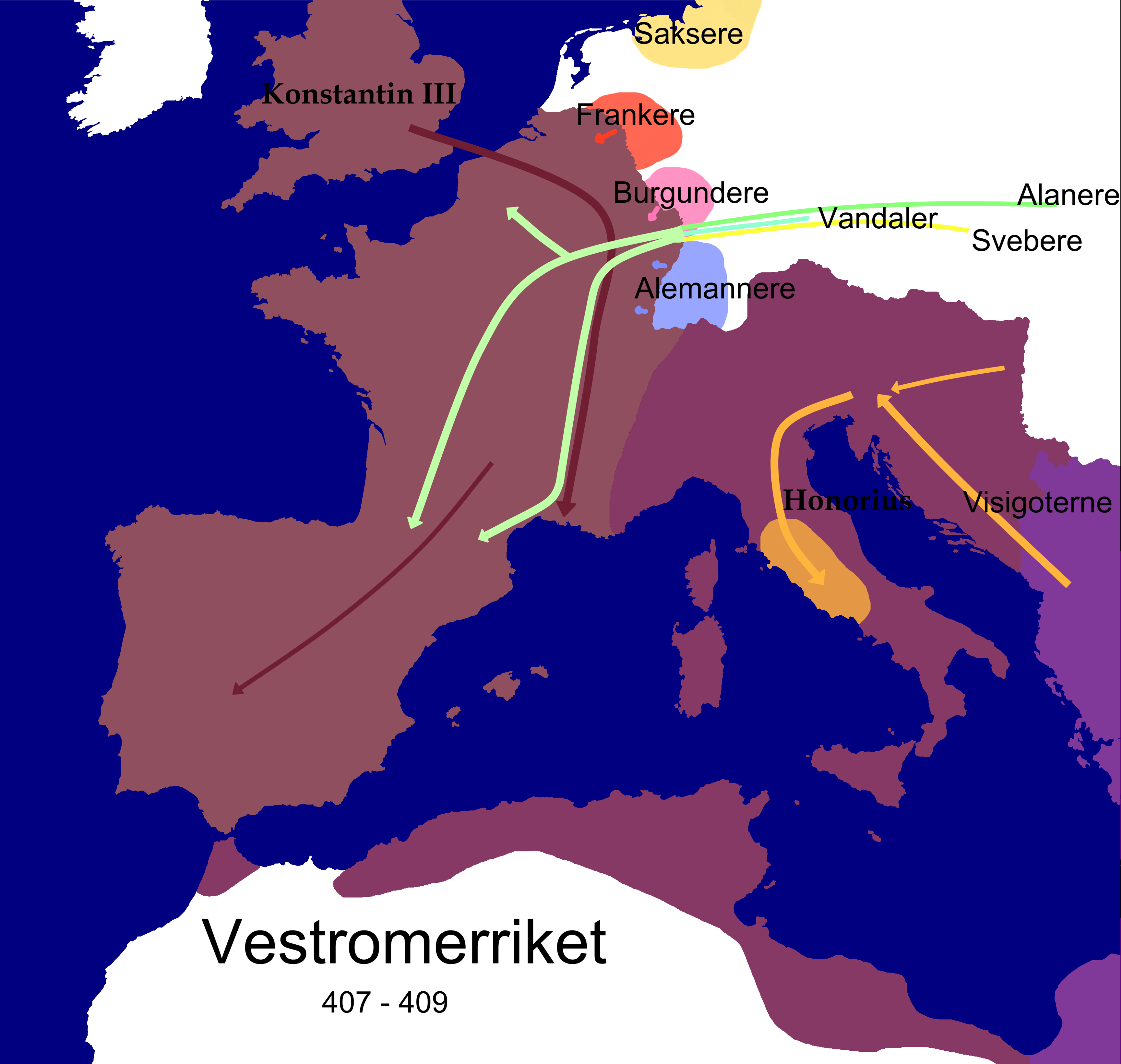
Invasões bárbaras e a invasão do usurpador Constantino III no Império Romano do Ocidente durante o reinado de Honório 407–409

O enfraquecimento das fronteiras na Grã-Bretanha e na Gália teve consequências terríveis para o império. Como o governo imperial não estava fornecendo a proteção militar que as províncias do norte esperavam e precisavam, vários usurpadores surgiram na Grã-Bretanha, como Marco (406–407), Graciano (407) e Constantino III, que invadiu a Gália em 407. A Grã-Bretanha foi abandonada pelos romanos no ano 410 devido à falta de recursos e à necessidade de cuidar de fronteiras mais importantes. O enfraquecimento da fronteira do Reno permitiu que várias tribos bárbaras, como vândalos, alanos e suevos, cruzassem o rio e entrassem no território romano em 406.
Honório foi convencido pelo ministro Olímpio que Estilicão estava conspirando para derrubá-lo e então prendeu e executou Estilicão em 408. Olímpio liderou uma conspiração que orquestrou a morte de indivíduos importantes relacionados à facção de Estilicão, incluindo seu filho e os famílias de muitas de suas tropas federadas. Isso levou muitos dos soldados a se juntarem a Alarico, que retornou à Itália em 409 e encontrou pouca oposição. Apesar das tentativas de Honório de chegar a um acordo e de seis legiões de soldados romanos orientais terem sido enviadas para apoiá-lo, as negociações entre Alarico e Honório foram interrompidas em 410 e Alarico saqueou a cidade de Roma. Embora o saque tenha sido relativamente leve e Roma não fosse mais a capital nem mesmo do Império do Ocidente, o evento chocou as pessoas em ambas as metades do Império, pois esta era a primeira vez que Roma (vista como o coração simbólico do Império) caia para um inimigo estrangeiro desde as invasões gaulesas do século IV a.C.. O imperador romano oriental Teodósio II, o sucessor de Arcádio, declarou três dias de luto em Constantinopla.

O Império Romano do Ocidente em 418, após o abandono da Britânia e o estabelecimento dos visigodos, burgúndios e suevos dentro do território imperial como federados

Sem Estilicão e após o saque de Roma, o reinado de Honório tornou-se mais caótico. O usurpador Constantino III despojou a Bretanha romana de suas defesas quando cruzou para a Gália em 407, deixando a população romanizada sujeita a invasões, primeiro pelos pictos e depois pelos saxões, anglos e jutos, que começaram a se estabelecer permanentemente na região a partir de cerca do ano 440. Depois que Honório aceitou Constantino como coimperador, o general de Constantino na Hispânia, Gerôncio, proclamou Máximo como imperador. Com a ajuda do general Constâncio, Honório derrotou Gerôncio e Máximo em 411 e logo depois capturou e executou Constantino III. Com Constâncio de volta à Itália, o senador galo-romano Jovino se revoltou após se proclamar imperador, com o apoio da nobreza gaulesa e dos bárbaros burgúndios e alanos. Honório recorreu aos visigodos sob o comando do rei Ataulfo em busca de apoio. Ataulfo derrotou e executou Jovino e seu proclamado coimperador Sebastiano em 413, na mesma época em que outro usurpador surgiu na África, Heracliano, que tentou invadir a Itália, mas falhou e recuou para Cartago, onde foi morto.
Com a retirada das legiões romanas, o norte da Gália tornou-se cada vez mais sujeito à influência dos francos, que naturalmente adotaram um papel de liderança na região. Em 418, Honório concedeu o sudoeste da Gália (Gália Aquitânia) aos visigodos como uma federação de vassalos. Honório removeu os governadores imperiais locais, deixando os visigodos e os habitantes romanos da província cuidando de seus próprios assuntos. Como tal, o primeiro dos "reinos bárbaros", o Reino Visigótico, foi formado.

### Invasões bárbaras

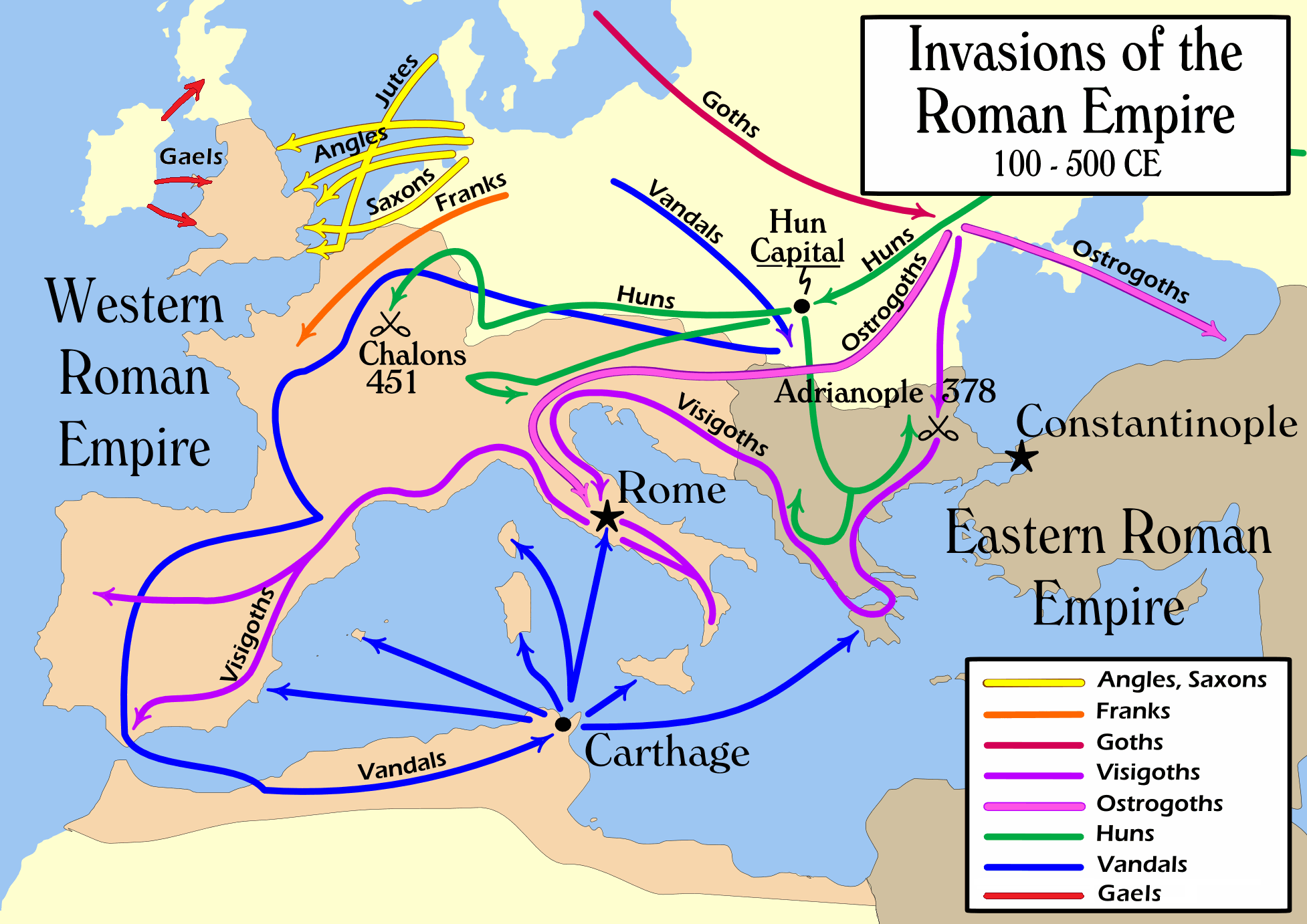
Invasões bárbaras no Império Romano entre os anos 100 e 500

A morte de Honório em 423 foi seguida por turbulência política até que o governo romano oriental instalou Valentiniano III como imperador ocidental em Ravena pela força das armas, com Gala Placídia atuando como regente durante a minoria de seu filho. Teodósio II, o imperador oriental, hesitou em anunciar a morte de Honório e, no interregno que se seguiu, João foi nomeado imperador ocidental. O "governo" dele foi curto e as forças do Oriente o derrotaram e executaram em 425.
Depois de uma luta violenta com vários rivais, e contra a vontade de Placídia, Aécio ascendeu ao posto de mestre dos soldados. Aécio foi capaz de estabilizar de alguma forma a situação militar do Império do Ocidente, contando fortemente com seus aliados hunos. Com a ajuda deles, Aécio empreendeu extensas campanhas na Gália, derrotando os visigodos em 437 e 438, mas sofrendo uma derrota em 439, encerrando o conflito em um status quo ante bellum com um tratado.
Enquanto isso, a pressão dos visigodos e uma rebelião de Bonifácio, o governador da África, induziram os vândalos sob o comando do rei Genserico a cruzar da Hispânia para Tingitana no que hoje é o Marrocos em 429. Eles pararam temporariamente na Numídia em 435 antes de se moverem para o leste. Com Aécio ocupado na Gália, o governo romano ocidental nada pôde fazer para evitar que os vândalos conquistassem as ricas províncias africanas, culminando com a queda de Cartago em 19 de outubro de 439 e no estabelecimento do Reino Vândalo. Nos anos 400, a Itália e a própria Roma eram dependentes dos impostos e alimentos dessas províncias, o que levou a uma crise econômica. Com as frotas de vândalos se tornando um perigo crescente para o comércio marítimo romano e as costas e ilhas do Mediterrâneo ocidental e central, Aécio coordenou um contra-ataque contra os vândalos em 440, organizando um grande exército na Sicília.

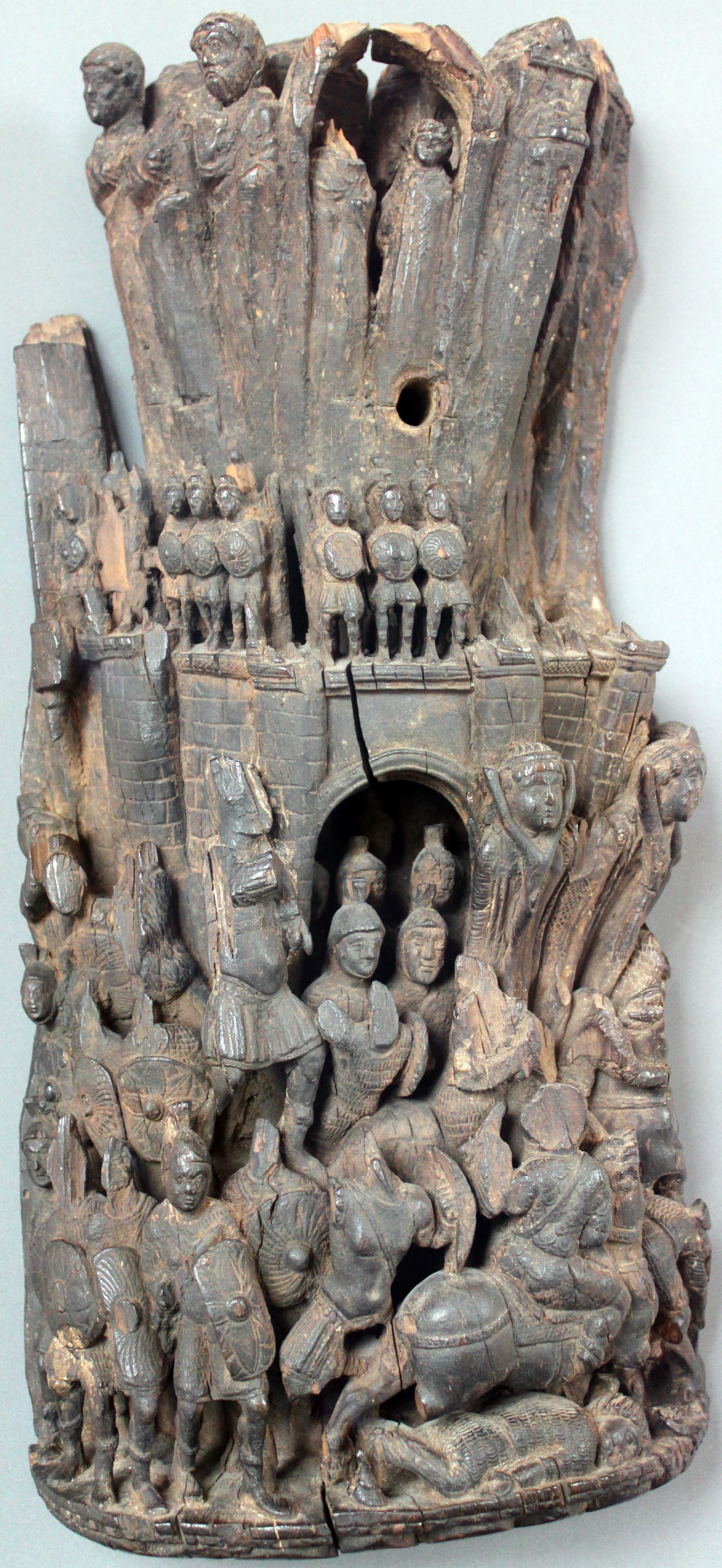
Relevo em madeira retratando a libertação de uma cidade sitiada por uma força inimiga. Império Romano do Ocidente, início do século V

No entanto, os planos de retomada da África tiveram que ser abandonados devido à necessidade imediata de combater os invasores hunos, que em 444 estavam unidos sob o comando do ambicioso rei Átila. Voltando-se contra seu antigo aliado, os hunos se tornaram uma ameaça formidável para o Império. Aécio transferiu suas forças para o Danúbio, embora Átila se concentrasse em invadir as províncias romanas orientais nos Bálcãs, proporcionando alívio temporário ao Império do Ocidente. Em 449, Átila recebeu uma mensagem de Honória, irmã de Valentiniano III, oferecendo-lhe metade do Império do Ocidente se ele a salvasse de um casamento indesejado ao qual seu irmão a estava forçando. Com o pretexto de invadir o Ocidente, Átila garantiu a paz com a corte oriental e cruzou o Reno no início de 451. Com Átila causando estragos na Gália, Aécio reuniu uma coalizão de forças romanas e germânicas, incluindo visigodos e burgúndios e evitou que os hunos tomassem a cidade de Aureliano, forçando-os a recuar. Na Batalha dos Campos Cataláunicos, a coalizão romano-germânica se reuniu e derrotou as forças dos hunos, embora Átila tenha escapado.
Átila se reagrupou e invadiu a Itália em 452. Como Aécio não tinha forças suficientes para atacá-lo, o caminho para Roma estava aberto. Valentiniano enviou o Papa Leão I e dois senadores importantes para negociar com Átila. Essa iniciativa diplomática, combinada com uma praga entre as tropas de Átila, a ameaça de fome e a notícia de que o imperador oriental Marciano havia lançado um ataque às terras natais dos hunos ao longo do Danúbio, forçaram Átila a voltar e deixar a Itália. Quando Átila morreu inesperadamente em 453, a luta pelo poder que eclodiu entre seus filhos acabou com a ameaça representada pelos hunos.

### Agitação interna e Majoriano

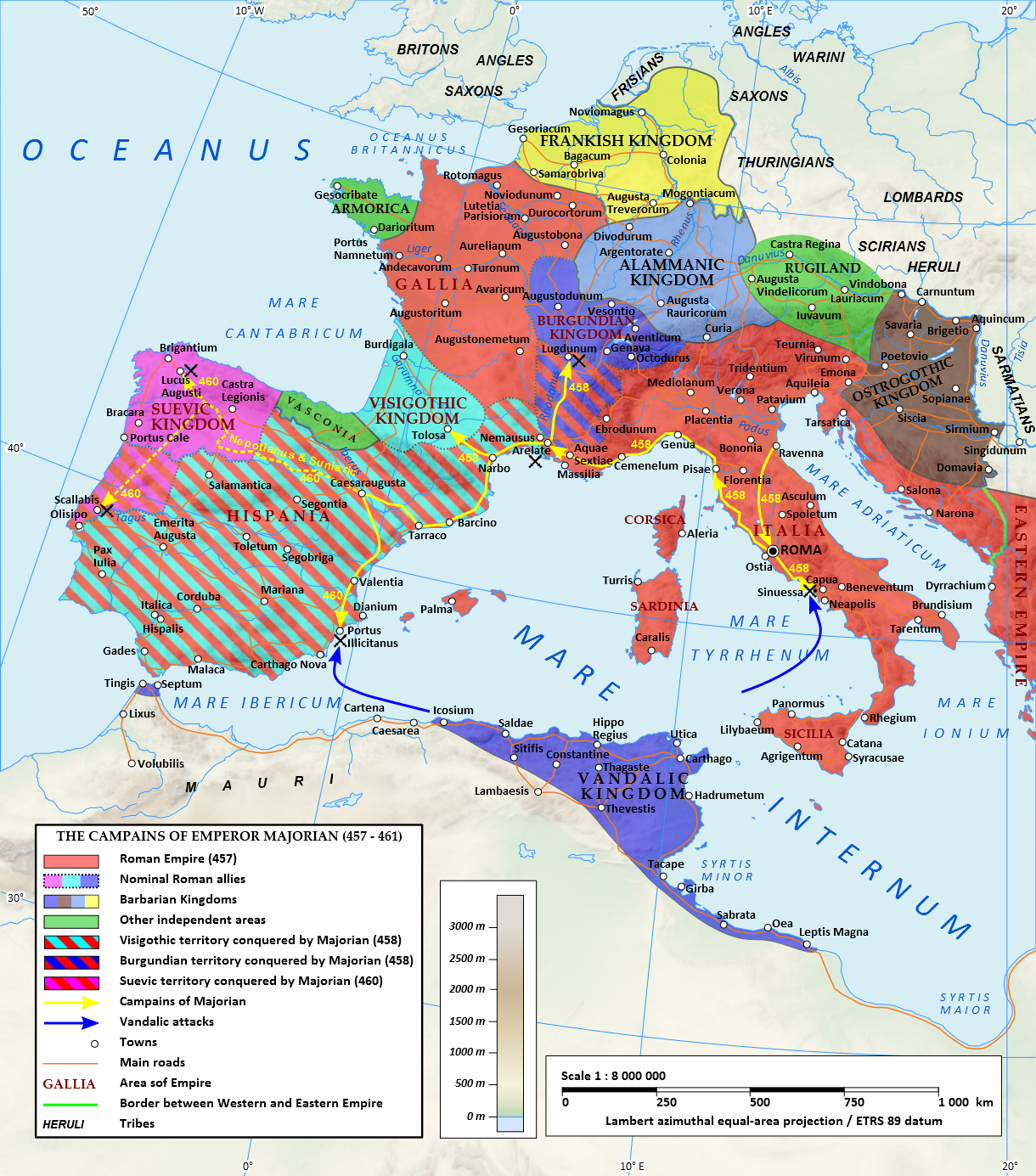
O Império Romano do Ocidente durante o reinado de Majoriano em 460. Durante seu reinado de quatro anos, de 457 a 461, Majoriano restaurou a autoridade romana ocidental na Hispânia e na maior parte da Gália. Apesar de suas realizações, o domínio romano no ocidente duraria menos de mais duas décadas

Valentiniano III foi intimidado por Aécio e foi encorajado pelo senador romano Petrônio Máximo e pelo camareiro Heráclio a assassiná-lo. Quando Aécio estava no tribunal em Ravena entregando uma conta financeira, Valentiniano de repente saltou de sua cadeira e declarou que não seria mais vítima das depravações bêbadas de Aécio, que tentou se defender das críticas. Valentiniano, no entanto, desembainhou a espada e atingiu Aécio, que estava desarmado, na cabeça, matando-o na hora. Em 16 de março do ano seguinte, o próprio Valentiniano foi morto por partidários do general morto, possivelmente agindo em nome de Petrônio Máximo. Com o fim da dinastia Teodósia, Petrônio Máximo proclamou-se imperador durante o período de agitação que se seguiu.
Petrônio não foi capaz de assumir o controle efetivo de um império significativamente enfraquecido e instável. Ele rompeu o noivado entre Hunerico, filho do rei vândalo Genserico, e Eudóxia, filha de Valentiniano III. Isso foi visto como uma causa justa de guerra pelo rei Genserico, que zarpou para atacar Roma. Petrônio e seus apoiadores tentaram fugir da cidade ao ver os vândalos se aproximando, apenas para serem apedrejados até a morte por uma multidão romana. Petrônio reinou apenas 11 semanas. Com os vândalos nos portões, o Papa Leão I solicitou que o rei não destruísse a cidade antiga ou assassinasse seus habitantes, o que Genserico concordou e os portões da cidade foram abertos para ele. Apesar de cumprir sua promessa, Genserico roubou grandes quantidades de tesouros e danificou objetos de importância cultural, como o Templo de Júpiter Ótimo Máximo. A gravidade do saque vândalo de 455 é contestada, embora com os vândalos saqueando a cidade por quatorze dias inteiros em oposição ao saque visigótico de 410, onde os visigodos passaram apenas três dias na cidade, foi provavelmente mais meticuloso. 
Ávito, um general proeminente de Petrônio, foi proclamado imperador pelo rei visigodo Teodorico II e aceito como tal pelo Senado Romano. Embora apoiado pelas províncias gaulesas e pelos visigodos, Ávito era malvisto na Itália devido à contínua escassez de alimentos causada pelo controle vândalo das rotas de comércio e por usar uma guarda imperial visigótica. Ele dissolveu a guarda devido à pressão popular e o general suevo Ricímero aproveitou para depor Ávito, contando com o descontentamento popular. Após a deposição de Ávito, o imperador oriental Leão I não selecionou um novo Augusto ocidental. O proeminente general Majoriano derrotou uma força invasora de alamanos e foi posteriormente proclamado imperador ocidental pelo exército e eventualmente aceito como tal por Leão.
Majoriano foi o último imperador ocidental a tentar recuperar o império com suas próprias forças militares. Para se preparar, Majoriano fortaleceu significativamente o exército romano ocidental ao recrutar um grande número de mercenários bárbaros, entre eles os gépidas, rúgios, ostrogodos, burgúndios, hunos, bastarnas, suevos, citas e alanos, e construiu duas frotas, uma em Ravenna, para combater a forte frota vândala. Majoriano liderou pessoalmente o exército para travar a guerra na Gália, deixando Ricímero na Itália. As províncias gaulesas e o reino visigótico se rebelaram após a deposição de Ávito, recusando-se a reconhecer Majoriano como imperador legítimo. Na Batalha de Arelate, Majoriano derrotou decisivamente os visigodos sob o comando de Teodorico II e os forçou a renunciar às suas grandes conquistas na Hispânia e retornar ao status de federados. Majoriano então entrou no vale do Ródano, onde derrotou os burgúndios e reconquistou a cidade rebelde de Lugduno. Com a Gália de volta ao controle romano, Majoriano voltou seus olhos para os vândalos e a África. Não apenas os vândalos representavam um perigo constante para o litoral da Itália e o comércio no Mediterrâneo, como também a província que governavam era economicamente vital para a sobrevivência do Ocidente. Majoriano iniciou uma campanha para reconquistar totalmente a Hispânia para usá-la como base para a reconquista da África. Ao longo de 459, Majoriano fez campanha contra os suevos no noroeste da Hispânia.
Os vândalos começaram a temer cada vez mais uma invasão romana. O rei Genserico tentou negociar a paz com Majoriano, que rejeitou a proposta. Após isso, Genserico devastou a Mauritânia, parte de seu próprio reino, temendo que o exército romano chegasse ali. Tendo recuperado o controle da Hispânia, Majoriano pretendia usar sua frota em Cartaginense para atacar os vândalos. Antes que ele pudesse fazer isso, a frota foi destruída, supostamente por traidores pagos pelos vândalos. Privado de sua frota, Majoriano teve que cancelar seu ataque aos vândalos e concluir a paz com Genserico. Ao dissolver as suas forças bárbaras, Majoriano pretendia retornar a Roma e promover reformas, parando em Arelate no caminho. Lá, Ricímero depôs e prendeu-o em 461, tendo reunido significativa oposição aristocrática contra Majoriano. Após cinco dias de espancamentos e torturas, Majoriano foi decapitado perto do rio Iria.

### Colapso

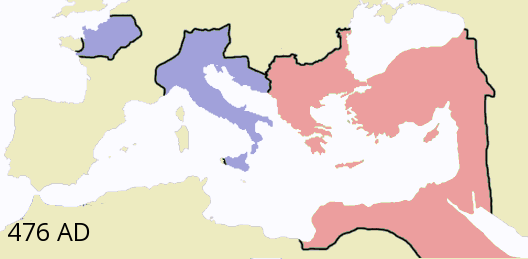
O Império Romano do Ocidente e do Oriente em 476

O colapso final do Império no Ocidente foi marcado por imperadores fantoches cada vez mais ineficazes, dominados por seus mestres dos soldados. O exemplo mais agudo disso é Ricímero, que efetivamente se tornou um "imperador sombra" após as deposições de Ávito e Majoriano. Incapaz de assumir o trono devido à sua herança bárbara, Ricímero nomeou uma série de imperadores fantoches que pouco podiam fazer para impedir o colapso da autoridade romana e a perda dos territórios reconquistados por Majoriano. O primeiro desses imperadores fantoches, Líbio Severo, não teve reconhecimento fora da Itália, com o imperador oriental Leão I e os governadores provinciais da Gália e da Ilíria recusando-se a reconhecê-lo.
Severo morreu em 465 e Leão I, com o consentimento de Ricímero, nomeou o capaz general oriental Antêmio como imperador ocidental após um interregno de dezoito meses. A relação entre Antêmio e o Oriente era boa e ele foi o último imperador ocidental registrado em uma lei oriental, sendo que as duas cortes romanas chegaram a realizar uma operação conjunta para retomar a África dos vândalos, culminando na desastrosa Batalha do Cabo Bon em 468. Além disso, Antêmio conduziu campanhas fracassadas contra os visigodos, na esperança de interromper sua expansão.
O julgamento e a execução subsequente de Romano, um senador italiano e amigo de Ricímero, sob a alegação de traição em 470, tornou Ricímero hostil a Antêmio. Após dois anos de mal-estar, Ricímero depôs e matou Antêmio em 472, elevando Olíbrio ao trono ocidental. Durante o breve reinado de Olíbrio, Ricímero morreu e seu sobrinho Gundebaldo o sucedeu como mestre dos soldados. Após apenas sete meses de governo, Olíbrio morreu de hidropisia. Gundebaldo elevou Glicério a imperador ocidental. O Império do Oriente rejeitou Olíbrio e Glicério e apoiou um candidato próprio, Júlio Nepos, mestre dos soldados na Dalmácia. Com o apoio dos imperadores orientais Leão II e Zenão, Júlio Nepos cruzou o mar Adriático na primavera de 474 para depor Glicério. Com a chegada de Nepos na Itália, Glicério abdicou sem lutar e foi autorizado a viver sua vida como Bispo de Salona.
O breve governo de Nepos na Itália terminou em 475 quando Orestes, ex-secretário de Átila e mestre dos soldados de Júlio Nepos, assumiu o controle de Ravena e forçou Nepos a fugir de navio para a Dalmácia. Mais tarde, no mesmo ano, Orestes coroou seu próprio filho como imperador ocidental sob o nome de Rômulo Augusto, que, por sua vez, não foi reconhecido como imperador ocidental pela corte oriental, que sustentou que Nepos era o único imperador ocidental legítimo, reinando no exílio da Dalmácia.
Em 4 de setembro de 476, Odoacro, líder dos federados germânicos na Itália, capturou Ravena, matou Orestes e depôs Rômulo. Embora Rômulo tenha sido deposto, Nepos não voltou para a Itália e continuou a reinar como imperador ocidental da Dalmácia, com o apoio de Constantinopla. Odoacro proclamou-se governante da Itália e começou a negociar com o imperador oriental Zenão, que finalmente concedeu a Odoacro o estatuto de patrício como reconhecimento de sua autoridade e o aceitou como seu vice-rei da Itália. Zenão, no entanto, insistiu que Odoacro deveria homenagear Júlio Nepos como imperador do Império do Ocidente. Odoacro aceitou essa condição e emitiu moedas em nome de Júlio Nepos em toda a Itália. Isso, no entanto, foi principalmente um gesto político vazio, já que Odoacro nunca devolveu qualquer poder real ou territórios para Nepos. O assassinato de Nepos em 480 levou Odoacro a invadir a Dalmácia, anexando-a ao seu Reino da Itália.

### Queda do Império

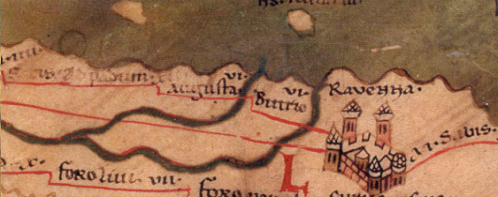
A cidade de Ravena, capital romana ocidental, na Tabula Peutingeriana, um mapa medieval do século XIII, possivelmente copiado de um original romano do século IV ou V

Por convenção, considera-se que o Império Romano do Ocidente terminou em 4 de setembro de 476, quando Odoacro depôs Rômulo Augusto, mas o registro histórico questiona essa determinação. Na verdade, a deposição de Rômulo Augusto recebeu muito pouca atenção na época em que aconteceu. Rômulo era um usurpador aos olhos do Império Romano do Oriente e dos territórios remanescentes do controle romano ocidental fora da Itália, com o imperador anterior Júlio Nepos ainda vivo e afirmando governar o Império do Ocidente a partir da Dalmácia. Além disso, a corte ocidental carecia de poder verdadeiro e havia estado sujeita aos aristocratas germânicos por décadas, com a maior parte de seu território legal sob o controle de vários reinos bárbaros. Com Odoacro reconhecendo Júlio Nepos e, mais tarde, o imperador oriental Zenão, como seu soberano, o controle romano nominal continuou na Itália. Siágrio, que havia conseguido preservar a soberania romana em um enclave no norte da Gália (hoje conhecido como Reino de Soissons), também reconheceu Nepos como seu soberano e legítimo imperador ocidental.
A autoridade de Júlio Nepos como imperador foi aceita não apenas por Odoacro na Itália, mas pelo Império do Oriente e por Siágrio na Gália (que não havia reconhecido Rômulo Augusto). Nepos foi assassinado por seus próprios soldados em 480, uma conspiração que alguns atribuem a Odoacro ou ao imperador deposto Glicério e o imperador oriental Zenão optou por não nomear um novo imperador ocidental. Zenão, reconhecendo que nenhum verdadeiro controle romano permanecia sobre os territórios legalmente governados pela corte ocidental, em vez disso, optou por abolir a divisão jurídica da posição de imperador e declarou-se o único imperador do Império Romano. Zenão se tornou o primeiro único imperador romano desde a divisão após a morte de Teodósio I, 85 anos antes, e o cargo de imperador nunca mais seria dividido. Como tal, os imperadores romanos (orientais) após 480 são os sucessores dos ocidentais, embora apenas no sentido jurídico. Esses imperadores continuariam a governar o Império Romano até a queda de Constantinopla em 1453, quase mil anos depois. Como 480 marca o fim da divisão jurídica do império em duas cortes imperiais, alguns historiadores referem-se à morte de Nepos e à abolição do Império do Ocidente por Zenão como o fim do Império Romano do Ocidente.
Apesar da queda ou abolição do Império do Ocidente, muitos dos novos reis da Europa Ocidental continuaram a operar firmemente dentro de uma estrutura administrativa romana. Isso é especialmente verdadeiro no caso dos ostrogodos, que passaram a governar a Itália depois de Odoacro. Eles continuaram a usar os sistemas administrativos do reino de Odoacro, que essencialmente eram os mesmos do Império Romano do Ocidente, e os cargos administrativos continuaram a ser ocupados exclusivamente por romanos. O Senado continuou a funcionar como sempre e as leis do Império eram reconhecidas como legítimas para a população romana, embora os godos fossem governados por suas próprias leis tradicionais. As instituições administrativas romanas ocidentais, em particular as da Itália, continuaram a ser usadas durante o domínio "bárbaro" e depois que as forças do Império Romano do Oriente reconquistaram alguns dos territórios. Alguns historiadores, portanto, referem-se às reorganizações da Itália e à abolição das antigas e separadas unidades administrativas romanas ocidentais, como a prefeitura pretoriana da Itália, durante o século VI como a "verdadeira" queda do Império Romano do Ocidente.
As tradições culturais romanas continuaram em todo o território do Império do Ocidente por muito tempo depois de seu desaparecimento e uma escola de pensamento recente argumenta que as grandes mudanças políticas podem ser descritas com mais precisão como uma transformação cultural complexa, em vez de uma "queda".

#### Consequências políticas

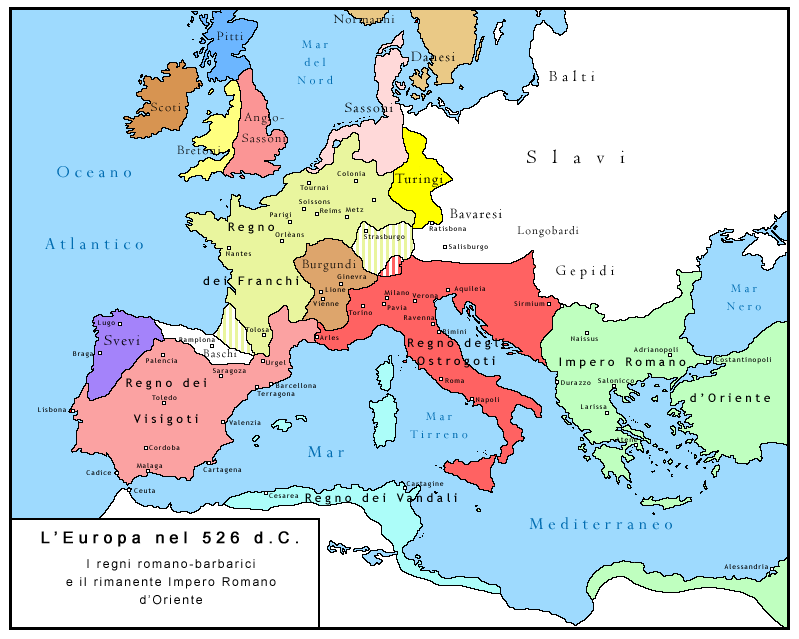
Mapa dos reinos bárbaros do Mediterrâneo ocidental em 526, sete anos antes das campanhas de reconquista sob o imperador oriental Justiniano I
Império Romano sob Justiniano
Reino Vândalo
Reino Ostrogótico da Itália
Reino Visigótico
Reino Franco

Após a queda do Império Romano do Ocidente, os reinos germânicos, frequentemente chamados de "reinos bárbaros", fundados durante seu colapso continuaram a crescer e prosperar. Seus primórdios, juntamente com o fim do Império Romano do Ocidente, marcam a transição da Antiguidade Tardia para a Idade Média. As práticas dos reinos bárbaros substituíram gradualmente as antigas instituições romanas, especificamente nas prefeituras pretorianas da Gália e da Itália, durante os séculos VI e VII. Em muitos lugares, as instituições romanas entraram em colapso junto com a estabilidade econômica. Em algumas regiões, notadamente na Gália e na Itália, o assentamento de bárbaros em antigas terras romanas parece ter causado relativamente pouca perturbação, com governantes bárbaros usando e modificando os sistemas romanos já existentes. Os reinos germânicos na Itália, Hispânia e Gália continuaram a reconhecer o imperador em Constantinopla como um soberano nominal, os visigodos cunharam moedas em seus nomes até o reinado de Justiniano I no século VI.

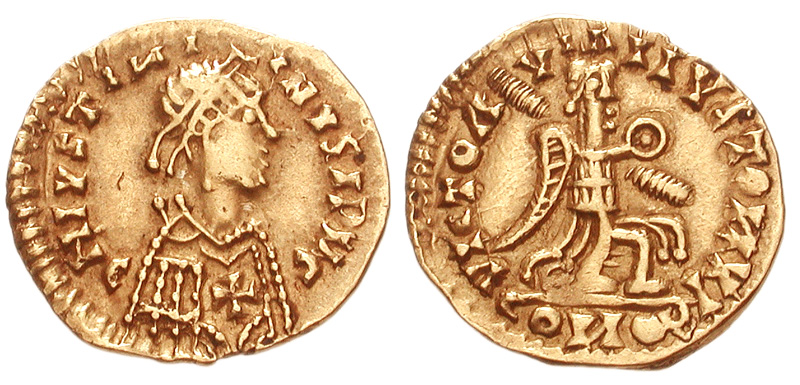
Moeda visigótica do século VI, cunhada em nome do imperador Justiniano I

Alguns territórios sob controle romano direto continuaram a existir no Ocidente mesmo depois de 480. O Reino de Soissons, um Estado remanescente no norte da Gália governado por Siágrio, sobreviveu até 486, quando foi conquistado pelos francos sob o comando do rei Clóvis I após a Batalha de Soissons. Siágrio era conhecido como o "Rei dos Romanos" pelos povos germânicos da região e repetidamente afirmou que estava apenas governando uma província romana, não um reino independente. No governo de Clóvis I, entre 480 a 511, os francos viriam a se desenvolver em uma grande potência regional. Após a conquista de Soissons, os francos derrotaram os alamanos em 504 e conquistaram todo o território visigótico ao norte dos Pirenéus, exceto a Septimânia em 507. As relações entre os francos e o Império do Oriente parecem ter sido positivas, com o imperador Anastácio concedendo a Clóvis o título de cônsul após sua vitória contra os visigodos. Na época de sua dissolução nos anos 800, o reino franco durou muito mais tempo do que os outros reinos bárbaros do período de migração. Seus sucessores divididos se desenvolveriam nos Estados medievais da França (inicialmente conhecido como Frância Ocidental) e a Germânia (inicialmente conhecido como Frância Oriental).
Um reino mouro-romano sobreviveu na província de Mauritânia Cesariense até o início do século VIII. Uma inscrição em uma fortificação na cidade em ruínas de Altava do ano 508 identifica um homem chamado Masuna como o rei do "Reino dos Mauros e Romanos" (Regnum Maurorum et Romanarum). É possível que Masuna seja o mesmo homem que "Massonas" que se aliou às forças do Império Romano do Oriente contra os vândalos em 535. Este reino foi derrotado pelo mestre de soldados romano oriental Genádio em 578 e seus territórios costeiros foram incorporados ao Império mais uma vez.

## Governo

### Imperador

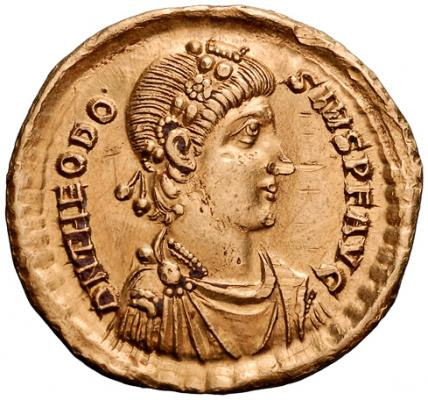
Soldo com efígie de Teodósio I

O imperador era o chefe de Estado e tinha poder praticamente absoluto: "controlava a política externa e declarava guerra ou paz à vontade; podia cobrar todos os impostos que quisesse e gastar o dinheiro a seu critério; nomeava quem julgava conveniente para qualquer cargo, militar ou civil; tinha o poder de vida ou morte sobre qualquer pessoa dentro do império; era a única fonte da lei e promulgava novas normas ou revogava as antigas como bem entendia. No entanto, certas peculiaridades do principado foram mantidas quando o imperador era considerado, em teoria, um primus inter pares de tal forma que, embora fosse um governante absoluto, ele não poderia ser um governante arbitrário. Ele tinha que respeitar as leis em vigor —o que, em geral, fazia— e entendia-se que sua soberania derivava da vontade popular expressa, de forma tácita, pela opinião do exército, dos altos funcionários e do senado. Embora, em tese, sua posição não fosse hereditária, mas eletiva, na prática os imperadores procuravam fazer com que um parente fosse aceito como sucessor em vida, nomeando-o coimperador (augusto) ou subordinado a ele (césar).
A população, e especialmente o exército, manifestou durante esse tempo um forte senso de lealdade à dinastia governante porque isso proporcionou estabilidade ao império.

### Senado

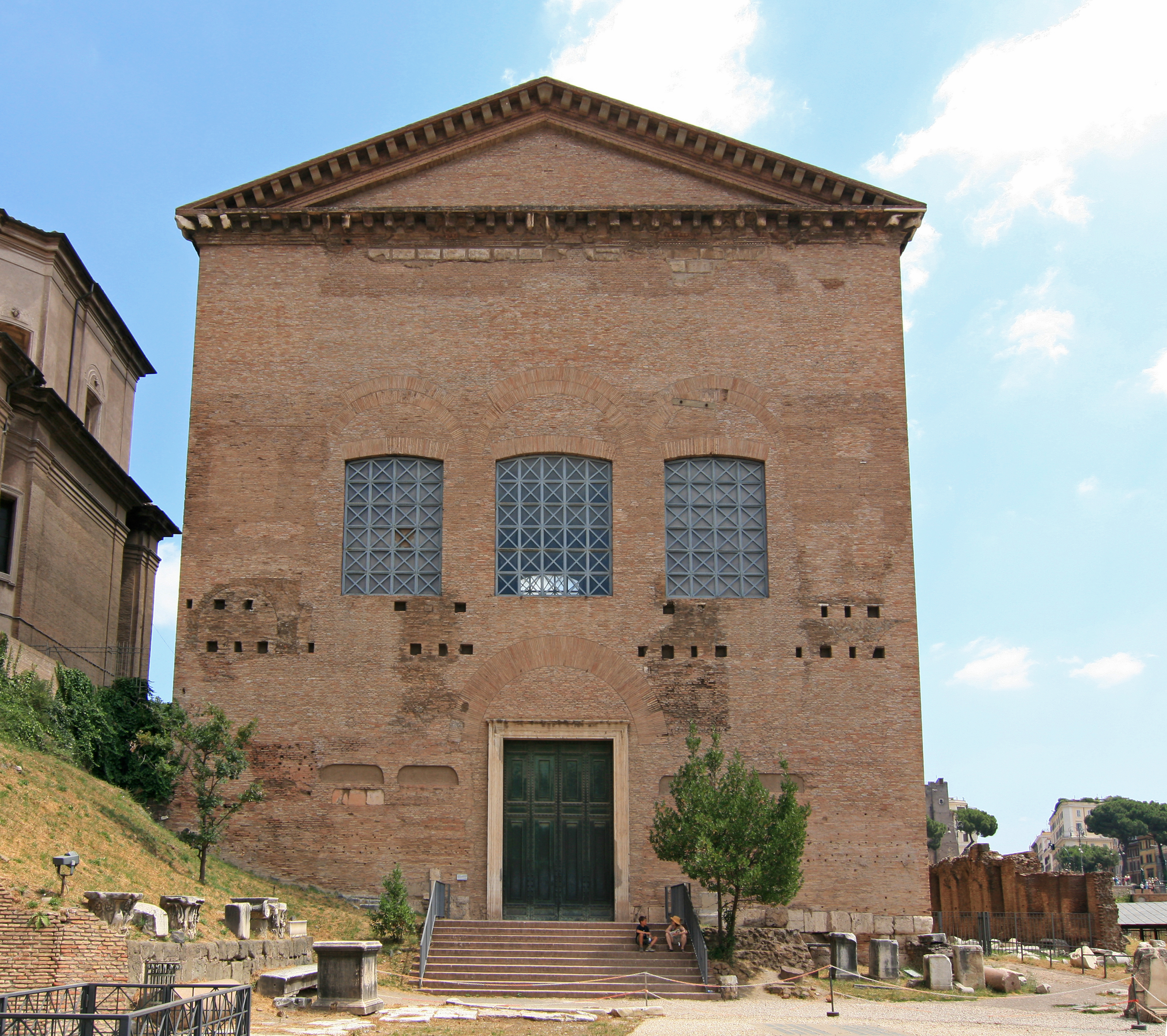
A Cúria Júlia, sede do Senado Romano durante o império

O Senado Romano continuou a ser um órgão consultivo do imperador, embora, como ele não residisse mais em Roma e raramente a visitava, essa função era assumida pelo consistório, que sempre estava com ele e o acompanhava por onde ele viajava. Esta situação levou, por outro lado, ao Senado a exercer maior influência sobre a cidade de Roma e partes da Itália devido à ausência do imperador nesses locais.
A relação entre os dois (Senado e Imperador) era mantida através de embaixadas e delegações que se comunicavam. O Senado dirigia pedidos e relatórios ao Imperador, aos quais este respondia e, por sua vez, enviava leis ao Senado e exigia sua aprovação quando era necessário dotá-los de maior solenidade.
O número de senadores aumentou consideravelmente à medida que a nomeação se tornou uma recompensa após uma longa e bem-sucedida carreira dentro da administração imperial. Como nem todos viviam em Roma, mas uma boa parte vivia nas províncias, uma diferenciação entre eles dava mais autoridade para quem morava na capital.
Durante as últimas décadas de existência do Império do Ocidente, a aprovação do Senado tornou-se um elemento para dar legitimidade aos vários imperadores que governaram o império, além de servir como um canal de comunicação com o governo oriental estabelecido em Constantinopla.

### Províncias

Mapa dos conventos nas províncias hispânicas

O território do Império Romano era dividido em províncias dirigidas por governadores que eram responsáveis pela execução de ordens emanadas de instâncias governamentais superiores, bem como pelo bom funcionamento do aparelho administrativo. Eles também atuavam como juízes de primeira instância e defendiam o lei e ordem. Entre as suas atribuições podemos destacar: a cobrança de qualquer tipo de impostos e rendas pessoais do imperador, a manutenção do serviço de correio imperial, a manutenção de obras públicas e a fiscalização das administrações municipais. O período de nomeação costumava durar um ou dois anos e era uma das primeiras posições que os notáveis ocupavam em suas carreiras políticas. Sua autoridade às vezes diminuía diante de membros da elite provincial que tinham um posto e status mais elevado e os contornavam para negociar diretamente com níveis mais elevados de administração.
Em cada província havia vários conventos ou concílio provincial (concilium provinciale), assembleias anuais dos membros mais proeminentes dentro dos conselhos das principais cidades em uma demarcação provincial. Sua missão era conduzir a religião romana (durante o tempo do politeísmo romano), a eleger aos padres provinciais, organizar jogos em honra do imperador na capital provincial, discutir e resolver assuntos locais, elogiar ou criticar o trabalho do governador provincial e principalmente, comunicar-se com o imperador enviando-lhe uma delegação com pedidos para que fossem respondidos com decretos. Para evitar a saturação do governo central com esses pedidos, eles deveriam ser feitos primeiro ao prefeito do pretório que resolvia, ele mesmo, os assuntos de menor importância e autorizava sua continuação ao imperador para aqueles que excedeu seus poderes.

### Exército

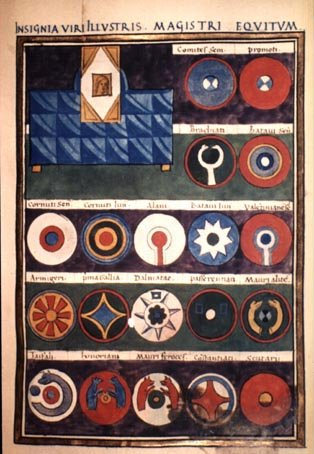
Ilustração usada na Notitia dignitatum para representar o ofício do mestre da cavalaria

O comando supremo do exército era exercido pelo imperador, que tinha o mestre dos soldados (magister militum) para dirigi-lo: um mestre da infantaria (magister peditum) comandava a infantaria e um mestre da cavalaria (magister equitum) a cavalaria; se a mesma pessoa ocupasse os dois cargos, era chamado de mestre dos dois exércitos (magister utriusque militae). Durante o século IV, o próprio imperador acompanhava e comandava o exército em campo, mas no governo de Honório, era normal que permanecesse no palácio e delegasse completamente o comando aos seus generais. Subordinados ao mestre da infantaria estavam os comandantes de grupos do exército móvel — condes (comites) — e os do exército de fronteira — duques (duces) — que comandavam unidades de infantaria e cavalaria.
Depois de ingressar nas fileiras, os futuros soldados se tornaram recrutas (tiro). Após o treinamento, eles se tornavam soldados de infantaria (pedes) ou cavalaria (eques) e podiam acessar a promoção básica de semissal. As seguintes promoções dentro das unidades dependiam de serem herdeiros do principado ou de uma nova categoria: no primeiro eram mantidos os graus de decurião e centurião, enquanto os últimos consistiam em circitor, biarco (biarchus), centenário, ducenário, senador e primicério. Os mais destacados entre eles poderiam subir na cadeia de comando e se tornaram protetores, um corpo de oficiais aos quais era atribuída uma ampla variedade de tarefas e onde sua capacidade de assumir responsabilidades era testada. Depois de alguns anos trabalhando nisso, eles poderiam assumir o comando de uma unidade militar e tornar-se tribunos (no exército de campo) ou prefeitos (no exército de fronteira). Eles eram discriminados por origem romana ou bárbara.

#### Recrutamento

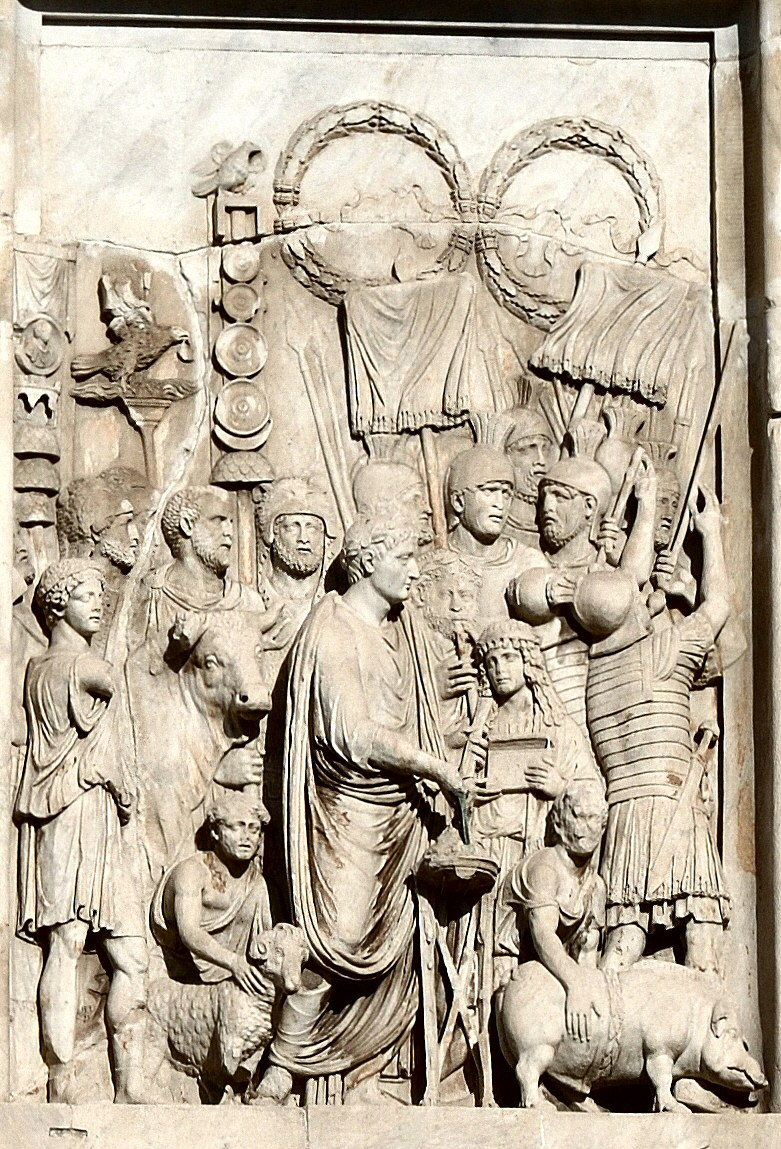
Representação dos soldados romanos no Arco de Constantino

As fontes de recrutamento para o exército podem ser divididas em dois grupos: cidadãos romanos e a população bárbara de fora do império. Os escravos eram recrutados muito raramente e apenas em tempos de crise extrema.
Entre os cidadãos romanos havia alguns voluntários, embora a maioria fosse obtida por meio de um alistamento obrigatório anual a que estavam sujeitos os filhos dos veteranos e da população rural. Neste último, os recrutas eram contribuídos de acordo com o número de terras cultivadas e eram substituíveis por uma quantia fixa de dinheiro que era usada para pagar um voluntário para assumir a obrigação. Ingressar no exército era muito impopular, pois envolvia a mudança para uma região muito distante do local de nascimento. Isso tornava a automutilação e deserções comuns antes de ingressar nas unidades. Após este período, no entanto, parece que a maioria dos soldados aceitava bem o seu destino e servia razoavelmente satisfeita. O sistema de recrutamento foi gradualmente substituído, especialmente a partir do governo de Honório, pelo pagamento de uma quantia em dinheiro que era usado para contratar outras tropas de federados. Desse modo, na década de 440 sob o governo de Valentiniano III, as taxas dos cidadãos deixaram de ser uma medida comum para se tornar algo excepcional.
Recrutas bárbaros — principalmente germânicos — juntavam-se ao exército imperial atraídos pelo padrão de vida mais elevado que os soldados romanos tinham em comparação com o de suas tribos natais, bem como pelas perspectivas de carreira profissional. Havia vários caminhos para a incorporação: imigrantes que eram aceitos no império; prisioneiros de guerra; perdedores de lutas intertribais dentro do Barbárico (Barbaricum) que solicitaram refúgio (os dedicícios (dedicitii)); cotas impostas a povos derrotados, bem como a grupos bárbaros que recebiam terras no império sob a condição de fornecer homens ao exército (laeti). Soldados dessa origem serviam mistos nas unidades e sob o comando de oficiais romanos (isto diferenciava eles dos federados) e não há evidência de que eles eram menos disciplinados ou leais do que seus concidadãos romanos, mesmo quando lutavam contra suas próprias tribos de origem. Na verdade, muitos deles foram romanizados durante seu serviço e não retornaram aos seus locais de nascimento quando se formaram.
Antes de ingressar, verificou-se que os recrutas atendiam a certos requisitos físicos: deviam ser saudáveis, ter entre 19 e 25 anos (idade máxima extensível a 35 anos para os filhos de veteranos que haviam evitado a obrigação de ingressar no exército) e medida mínima de 1,70 m. Neste primeiro exame era feita uma seleção e aqueles que apresentavam melhor condição física eram inscritos nos comitatenses enquanto os demais foram atribuídos aos limítanes.

#### Condições de serviço

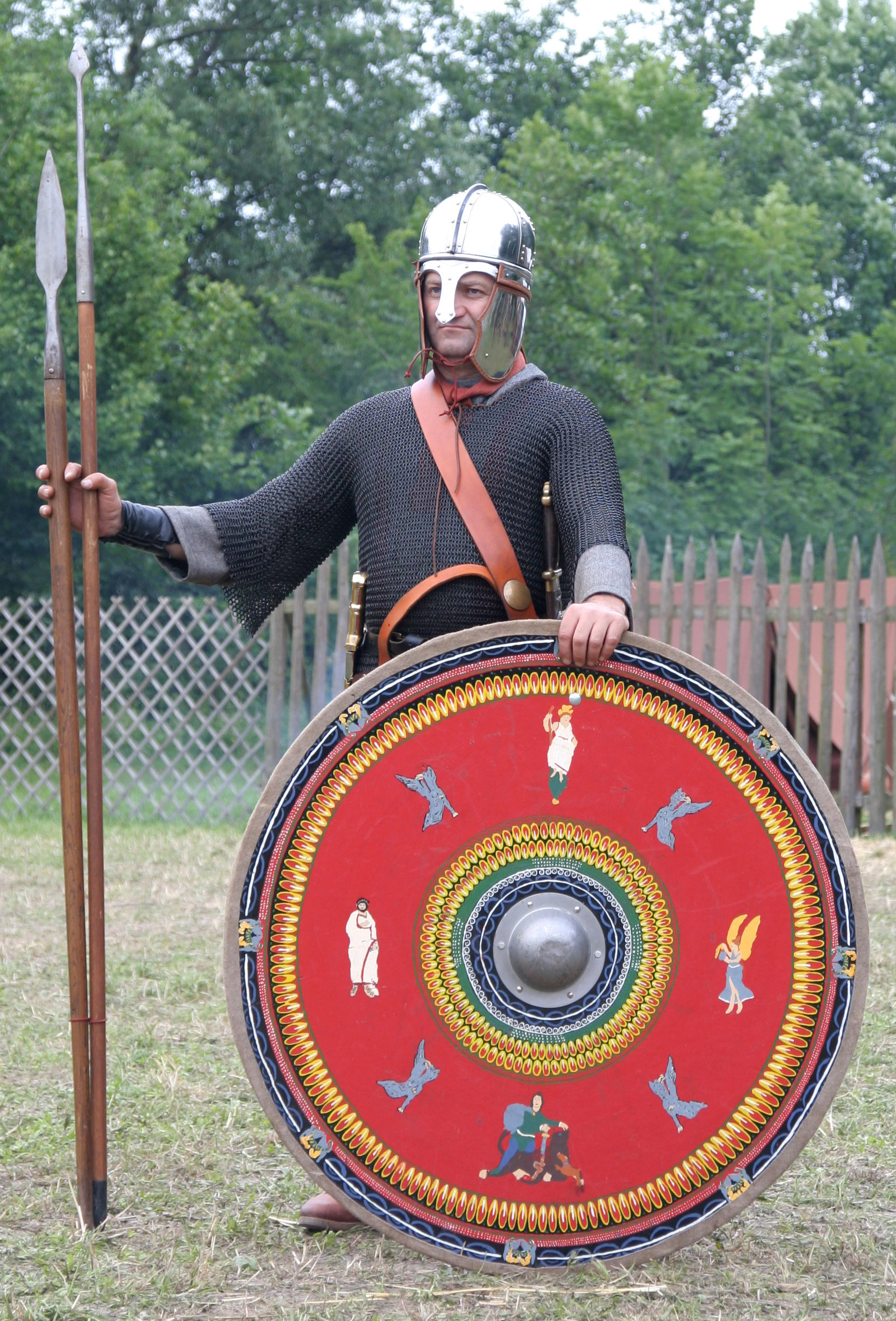
Recriação contemporânea de um soldado romano do final do século III

O salário dos soldados era feito principalmente em espécie e complementado com pagamentos anuais em dinheiro pelo serviço (estipêndio) e pelo aniversário do imperador (donativo), além de pagamentos de cinco anos por este último motivo. Durante a entrega do dinheiro e das roupas eram da responsabilidade do conde das sagradas liberalidades, enquanto o mestre dos ofícios era responsável pelos armamentos. Alimentos e forragens, entretanto, eram obra do prefeito pretoriano que agia através dos vigários e governadores provinciais que coletavam e distribuíam através dos armazéns imperiais (hórreo). As rações consistiam em pão, carne, vinho e azeite e podiam ser trocadas por dinheiro a preços prefixados. Para aqueles soldados que tinham permissão para estar perto de sua esposa e filhos, alguns imperadores autorizaram o entrega de rações também às famílias. O sistema de habitação era diferente dependendo do tipo de exército: os limítanes viviam em acampamentos permanentes, enquanto os comitatenses, devido à sua natureza móvel, tiveram que ser alojados nas cidades por onde passavam pelo sistema em que seus cidadãos deixavam um terço de suas casas para esse uso.
O ingresso no exército trazia a vantagem fiscal de ser isento de imposto pessoal (capitatio), vantagem que se estendia a pessoas próximas (esposa, pais) dependendo da unidade onde o soldado servia. Normalmente, suas condições de vida eram melhores do que os da população em geral e variavam dos mais privilegiados, desfrutados pelas tropas palatinas, aos mais modestos assumidos pelos limítanes. Após 20 anos de serviço eles podiam optar por uma aposentadoria básica (honesta missio) ou continuar até os 25 anos de serviço e obter uma aposentadoria melhor (emerita missio). Porém, se tivessem sido feridos, poderiam requerer uma aposentadoria precoce (causaria missio). Os veteranos obtinham várias recompensas: as básicas eram manter a isenção para ele e sua esposa de imposto pessoal além de isenção de taxas de mercado ou alfandegárias, além de obrigações municipais. Profissionalmente, tinham a opção de se dedicar ao comércio e recebiam para isso um pequeno capital inicial. Se, em vez disso, preferissem se tornar agricultores, recebiam um lote de 20 iugeras isentas de impostos e dois bois.

## Economia

### Sistema tributário
Durante os primeiros anos do governo de Diocleciano, uma profunda reforma fiscal foi empreendida. A caótica situação econômica do século III fez com que o denário perdesse seu valor como moeda e que, para manter o exército, fossem recorridas requisições de mercadorias em espécie, realizada arbitrariamente onde e quando eram necessárias. A reforma consistia em tornar essas requisições regulares e previsíveis ao longo do tempo — uma vez por ano — e distribuídas equitativamente por todas as províncias, cidades e habitantes do império. Para tal, era dotada, pela primeira vez na sua história, de um orçamento anual de necessidades em gêneros (alimentos, roupas, animais, recrutas e trabalhadores para obras públicas) que deviam então ser obtidas nas chamadas "unidades fiscais". Eram de dois tipos: unidades agrícolas (iugum) e unidades populacionais rurais (caput). Embora a intenção fosse que as primeiras contribuíssem fornecendo os bens em espécie e esta última em moeda, em algumas dioceses ambos eram equiparados à obrigação de contribuir com bens em espécie. Desse modo, o governo imperial obteve quase tudo o que precisava para manter sua administração e o exército, sem ter que recorrer a o uso do dinheiro. A distribuição do que era obtido eram um desafio organizacional e logístico, uma vez que as tropas não estavam uniformemente distribuídas pelas províncias, mas estavam concentradas nas fronteiras ou em grupos móveis que se moviam de um lugar para outro conforme a necessidade.
Além das necessidades do exército e da administração, a construção e manutenção de obras públicas tiveram que ser enfrentadas. Vários sistemas eram seguidos para isso: os limitantes eram responsáveis pelas fortificações de fronteira, incluindo as muralhas, enquanto os governadores provinciais eram das estradas e pontes (cujo custo era cobrado aos proprietários de terras nas proximidades), bem como dos celeiros imperiais e das estações imperiais de transporte. A mão-de-obra necessária era fornecida obrigatoriamente e gratuitamente pelos municípios ou por proprietários de terras enquanto os materiais eram obtidos por meio de requisições.
Os impostos sobre a terra e as pessoas físicas constituíam o grosso da receita do Estado e eram arcados exclusivamente pelo setor agrícola e pela população rural.
O aumento da massa monetária emitida em ouro permitiu que, a partir do governo de Valentiniano I, os impostos arrecadados em espécie fossem gradativamente substituídos por pagamentos em ouro, especialmente durante o século V. Dessa forma, os salários das tropas e funcionários imperiais eram pagos neste metal, enquanto para alimentos ou outros suprimentos o governo recorria a vendas compulsórias em vez de requisições. Esse sistema também permitia que as prefeituras do pretório acumulassem uma reserva — o que era impossível quando os impostos eram coletados em espécie — chamada arca pretória que, com o tempo, se tornou o principal tesouro do império.

### Sistema monetário

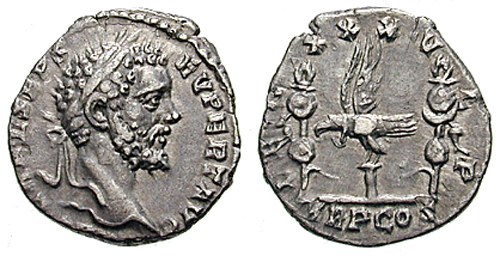
Denário emitido por Sétimo Severo. Durante a crise do século III, a quantidade de prata foi reduzida tanto que acabou perdendo seu valor

A crise do século III causou uma tremenda reviravolta no sistema monetário do império. Cada novo imperador dava um bônus em dinheiro às tropas ou aumentava seus emolumentos e, para obter o dinheiro, recorriam à redução da quantidade de prata em denários ou antoninianos e aumentam a quantidade de cobre de tal forma que, a partir do governo de Galiano, as moedas de cobre perderam 95% de seu valor durante o século II. A relação de troca entre essas unidades básicas e as superiores em ouro foi transtornado e causou, também, no desaparecimento dos últimos, visto que o valor do ouro que continham era superior ao seu valor nominal.

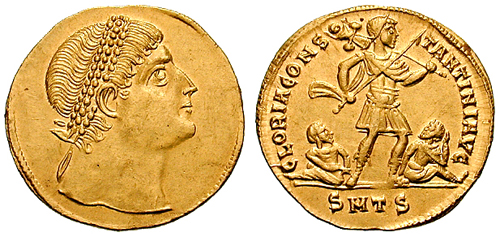
O soldo. Uma moeda de ouro de grande pureza que foi introduzida por Constantino e forneceu uma referência de valor aceita, mesmo fora do império

Durante o governo de Diocleciano e Maximiano, uma tentativa malsucedida foi feita para fornecer ao império um sistema monetário coerente e estável como o que existia antes da inflação. Algumas moedas de ouro e prata foram emitidas, mas a maioria eram numos de liga de cobre, o que não impediu que os preços continuassem subindo. Foi no governo de Constantino que se iniciou a emissão de uma nova moeda de ouro denominada soldo, que fornecia uma referência de valor estável e reconhecida. Para isso, buscou-se, de várias maneiras, aumentar a quantidade desse metal nas mãos do Estado: uma sobretaxa em ouro foi introduzida no imposto sobre a terra, os aluguéis das propriedades imperiais foram coletados em ouro, o imposto auro coronário (aurum coronarium) foi mantido e os tesouros dos templos pagãos foram confiscados. O processo de emissão foi fundamental para a manutenção de seu prestígio, pois tudo o que era arrecadado em ouro (moedas ou não) era derretido e enviado para as casas da moeda, onde era cunhado novamente como novos soldos e, portanto, sua pureza estava garantida. O cobre, entretanto, continuou a ser emitido em grandes quantidades na forma de numos com praticamente nenhuma quantidade de prata. Como, ao contrário do ouro, essas moedas não voltaram aos cofres imperiais, o sistema foi inundado e os preços continuaram a subir. Somente no ano 395 a emissão de moedas foi praticamente abandonada para pagamentos em que o costume exigia seu uso (doações às tropas). Miliarenses no valor de 1/18 do sólido foram emitidos deste metal e síliqua cuja correspondência com o soldo foi estabelecida em 1/24 de seu valor. O ouro, entretanto, continuou a ser colocado em circulação em grandes quantidades, tanto na forma de sólidos como de suas frações: semisses (50% do seu valor) e tremisses (⅓ do seu valor).

### Setor primário

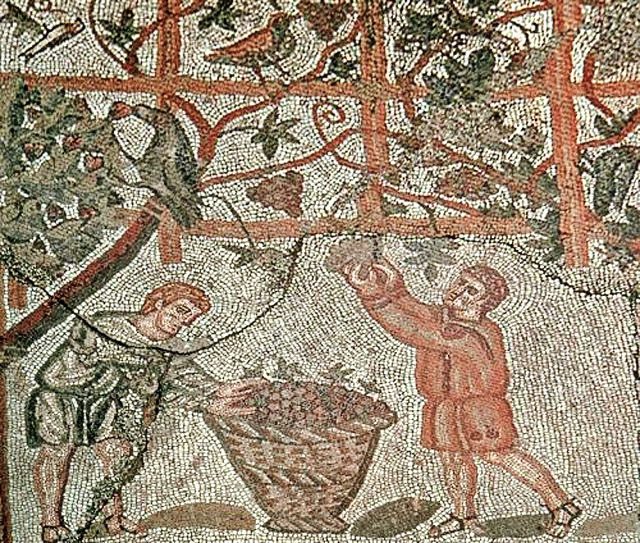
Os terrenos dedicados à vinha e à oliveira foram os que mais proporcionaram rendimentos

A agricultura era de longe o maior setor econômico do império e fornecia a maior parte das receitas fiscais. As técnicas agrícolas evoluíram pouco durante sua existência e as usadas no século I foram mantidas no V. As terras para cereais eram cultivadas em anos alternados e frequentemente precisavam de arados para manter as ervas daninhas fora da colheita e eram semeadas principalmente com trigo (para consumo humano) e, em menor medida, com cevada (como ração e para fazer cerveja). Outros usos importantes eram a vinha e a oliveira, cuja receita claramente ultrapassava a do cereal. Entre as árvores frutíferas cultivadas estavam palmeiras, figueiras, macieiras e pistache. A facilidade de comércio que existia dentro do império tornou possível que a agricultura se especializasse em plantações mais produtivas e vantajosas para o terreno e as condições climáticas existentes em cada área e o que era produzido, não só para o mercado local mas também para o mercado de média e longa distância.
Na propriedade da terra, podiam-se distinguir dois grupos: os que cultivavam a própria terra e os que o faziam por meio de outras pessoas. Entre estes últimos, a tipologia era muito variada e ia desde os grandes latifundiários — patrimônio imperial, famílias senatoriais, municípios, ou a igreja — para pequenos proprietários de terras, como professores, lojistas e outros profissionais urbanos que viviam longe de suas propriedades. Aqueles que cultivavam suas próprias terras tinham a vantagem de economizar receita, mas eram, em vez disso, objeto frequente de abusos fiscais na distribuição de impostos e tinham menos maneiras de evitar seu pagamento. Por outro lado, sua situação econômica era mais precária, pois muitos não tinham reservas para suportar vários anos de safras ruins e ainda pagar impostos. Quando ficavam nesta situação, alguns vendiam a terra e tornavam-se diaristas ou inquilinos sempre em alta demanda; outros buscavam o "patrocínio" de uma pessoa poderosa que, em troca de tributo, os protegia dos cobradores de impostos. O desaparecimento desses proprietários livres foi compensado, em parte, pelo governo, que entregou terras aos veteranos quando se aposentaram, embora ele não pudesse evitar a redução de seu número. O trabalho usual nas grandes propriedades era realizado por arrendatários e escravos — usados principalmente na Hispânia e na Itália — enquanto durante as temporadas de colheita eles contratavam diaristas como reforço. A posição de ambos cresceu ao longo do tempo: os primeiros sofreram uma limitação progressiva da sua liberdade de circulação para garantir a cobrança dos impostos sobre a terra e evitar a competição entre os proprietários pelo seu trabalho; com os últimos, espalhou-se a prática de ceder-lhes terrenos para que pudessem cultivá-los diretamente com a obrigação de pagar aluguel ao seu senhor.

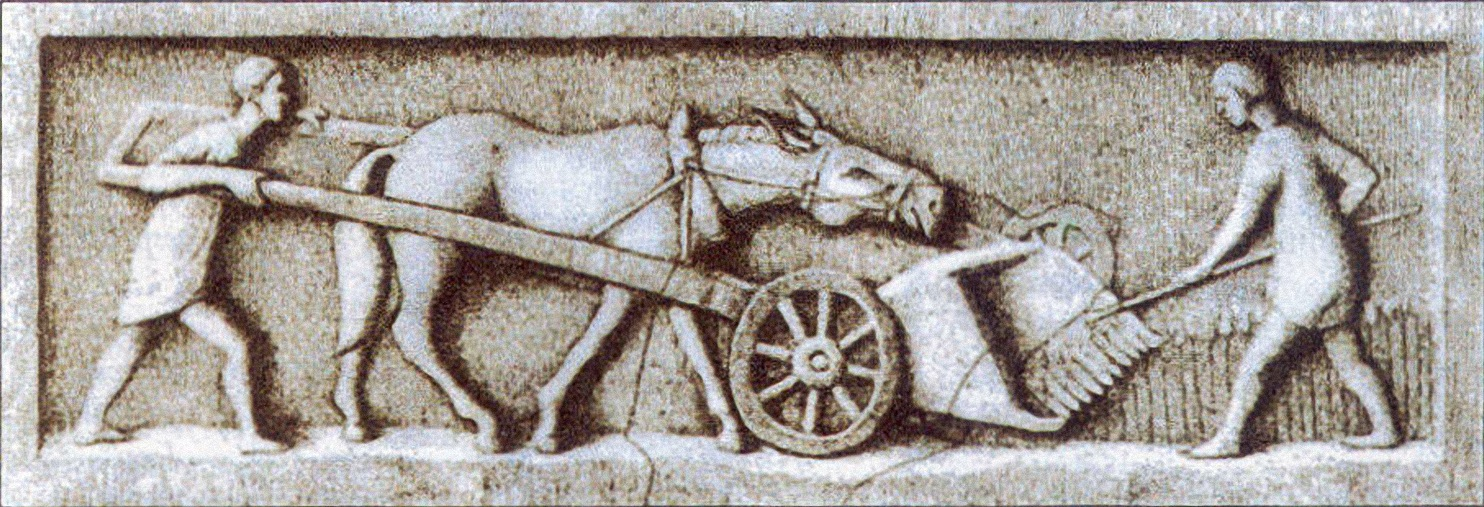
Cena da colheita de cereais

A produção agrícola enfrentou problemas como o abandono de terras improdutivas, alta carga tributária em algumas áreas, danos causados por saques e invasões bárbaras do século III, falta de mão-de-obra e má gestão nas fazendas imperiais e ausência de proprietários. No entanto, o Estado buscou as terras não cultivadas (agri deserti) e as colocou, novamente, em produção, sendo que a estabilização das fronteiras permitiu — durante o século IV — recuperar a exploração nas áreas devastadas, além de ter havido alguns avanços na gestão e na tecnologia, quando novas terras foram colocadas em produção e trabalho adicional foi obtido por meio do assentamento regulamentado de uma população bárbara. Tudo isso permitiu ao império experimentar um crescimento líquido em sua produção agrícola durante o século IV, especialmente proeminente nas províncias africanas. No século V, saques e invasões bárbaras causaram uma perda significativa da produção agrícola e da arrecadação de impostos.
A pecuária concentrava-se principalmente na criação de vacas, bois, ovelhas, cabras, porcos e aves. Eles forneciam leite, carne, ovos e pele, além dos bois servirem como animais de tração. Eles também criavam cavalos para o exército, corridas e também como meio de transporte, bem como camelos — nas províncias africanas —, burros e mulas como animais de carga. A apicultura, por sua vez, era bastante difundida porque, na ausência de açúcar, o mel era muito procurado como alimento adoçante.
Dentro da mineração, havia um monopólio imperial teórico sobre as pedreiras de mármore, embora, na verdade, qualquer um pudesse organizar sua extração desde que desse um décimo de sua produção ao Estado e outro décimo ao proprietário da terra. O Estado era, além disso, o proprietário de quase todas as terras adequadas para a extração de ouro e monopolizava a sua produção. Ele explorava os depósitos diretamente ou por meio de contratos, enquanto as minas de prata, cobre e ferro eram propriedade de indivíduos de quem eram exigidos um imposto em espécie (ouro ou o mineral que foi extraído). O trabalho neles era realizado por presidiários ou por pessoas livres (mineiros hereditários ou habitantes das redondezas) e à última parte da produção era dada como salário. As condições de trabalho nas pedreiras e minas eram muito difíceis e precárias, o que muitas vezes fazia com que aqueles que eram livres para fugir delas se tornassem agricultores.

### Setor secundário
A atividade manufatureira e artesanal era altamente atomizada e dispersa, e o governo era contra permitir monopólios ou mesmo acordos de fixação de preços entre artesãos ou comerciantes.

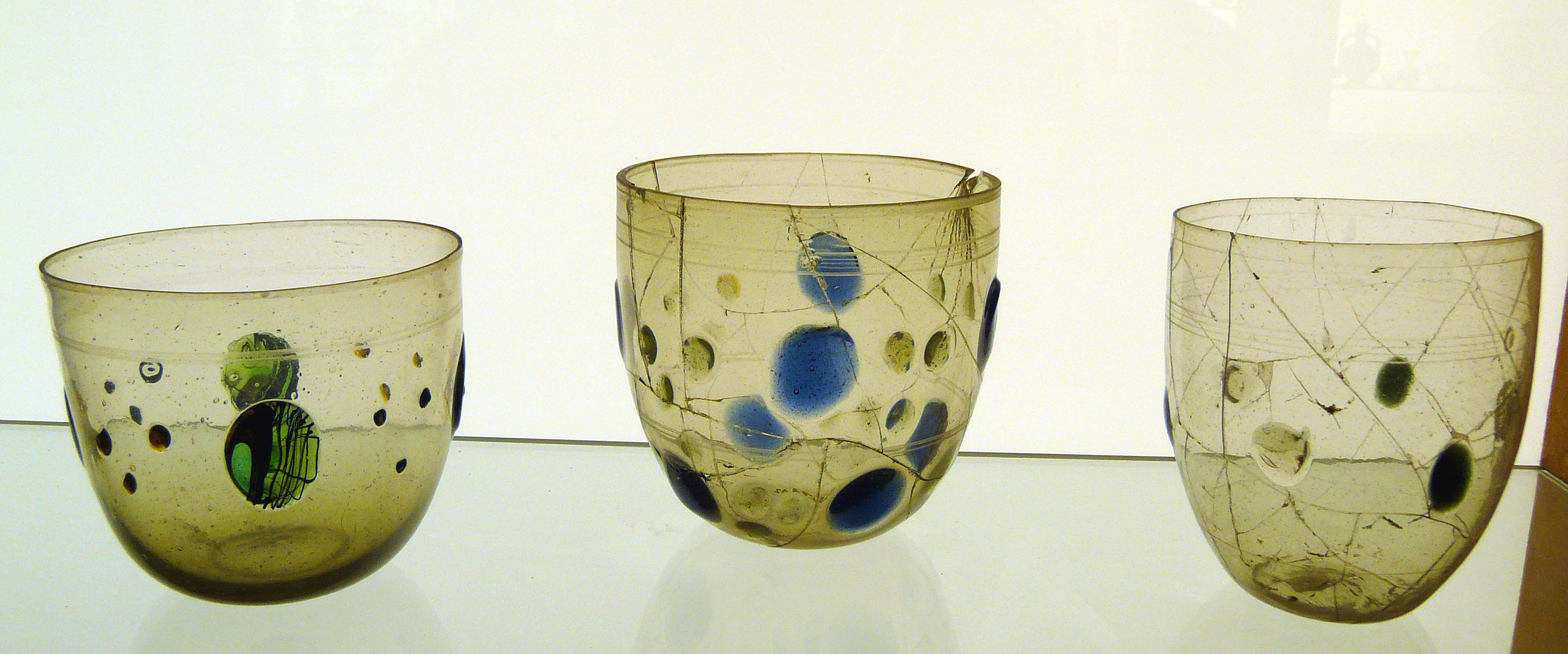
Vasos romanos de vidro feitos durante o século IV

A transformação dos produtos agropecuários era realizada em pequenas propriedades que forneciam laticínios e produtos cárneos. As necessidades dos produtos manufaturados mais básicos, por outro lado, eram atendidas pelos artesãos que trabalhavam nas cidades e abasteciam seus clientes. Estes eram organizados em sindicatos, o que permitia às autoridades locais definir as práticas usuais em cada grupo e tentar controlar os preços. Os mais prósperos tinham uma pequena indústria onde empregavam familiares, aprendizes, diaristas e alguns escravos. Embora, em um nível superior, houvesse estabelecimentos manufatureiros em grande escala pertencentes a pessoas ricas e onde o trabalho escravo era amplamente utilizado.
O principal industrial era o Estado, que tinha suas próprias fábricas para produzir as armas e armaduras necessárias para o exército. Por volta do ano 400, havia um total de vinte distribuídas em Ilírico (5), Itália (6) e nas dioceses da Gália (9). Seus trabalhadores eram legalmente equiparados a soldados e o pessoal de cada fábrica era considerado um regimento liderado por um tribuno. O serviço neles era bem-visto e não havia falta de voluntários para trabalhar. A equipe da gerência recebia um bom treinamento, de forma que os proprietários sempre estivessem dispostos a contratá-los como administradores de suas fazendas. O Estado também possuía teares e lavanderias para produzir boa parte dos uniformes necessários ao seu pessoal (civil e militar). Nessas instalações, ao contrário das do armamento, os trabalhadores eram escravos imperiais. Ambos eram grandes e seus trabalhadores formavam uma parte significativa da população nas cidades onde se localizavam. Obtinham matérias-primas por meio de impostos em espécie e trabalhavam com metas de produção anual que deviam cumprir.

### Setor terciário

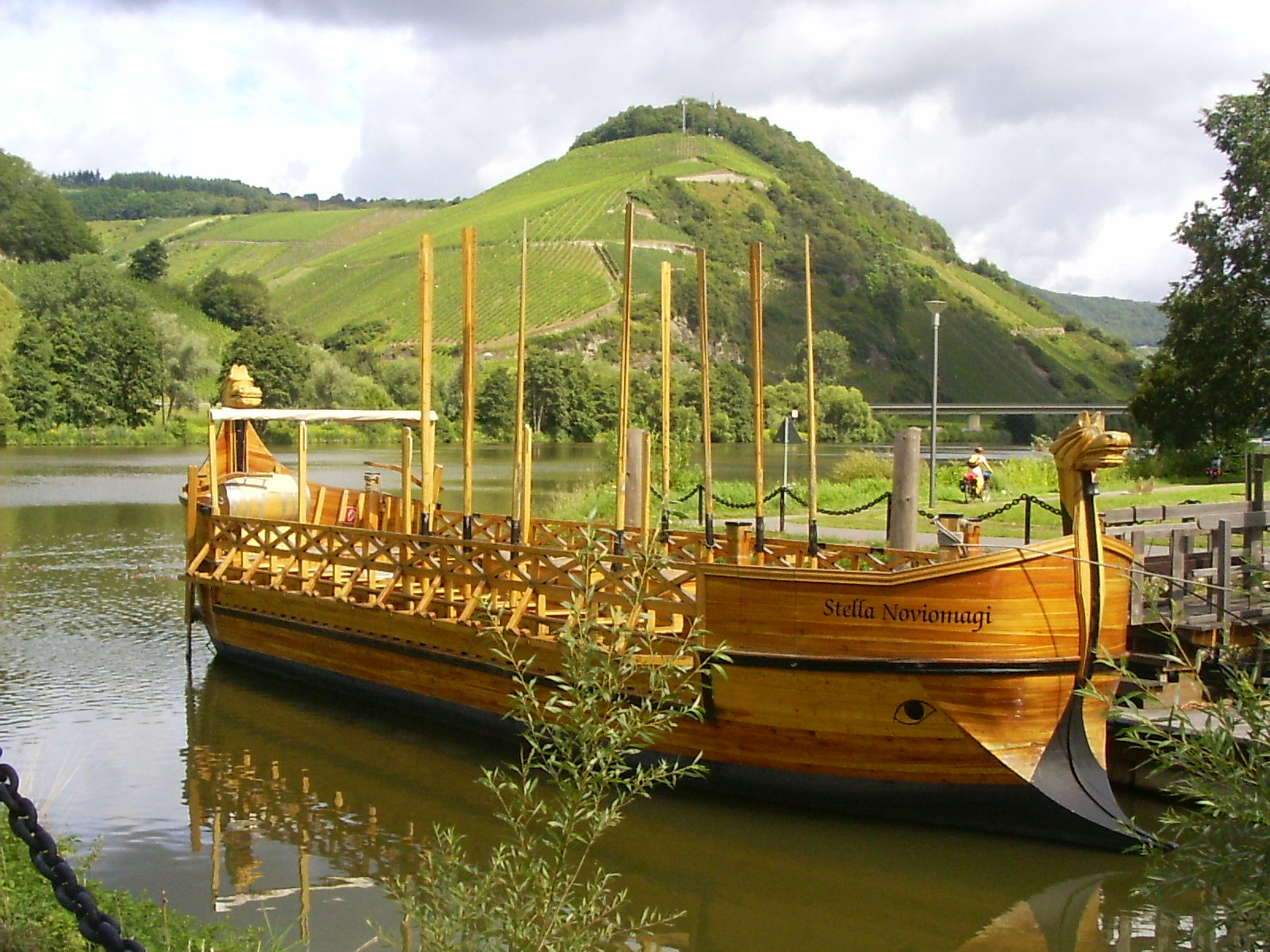
Réplica de um navio romano utilizado para o transporte fluvial de vinho no rio Mosela

O transporte marítimo e fluvial era realizado pelas guildas de naviculários (armadores). O governo garantia vários privilégios pessoais aos seus membros e assumiu as perdas causadas pelas tempestades. Em troca, obrigava-os a cobrar taxas inferiores aos seus custos e assim conseguia reduzir o custo do transporte e facilitar o comércio dentro do império. O transporte terrestre, por sua vez, tinha dois sistemas: gratuito através do curso público (cursus publicus), uma infraestrutura completa e cara mantida pelo Estado, mas restrita a casos ou pessoas autorizadas, ou por transporte privado organizado por particulares. O custo da terra era muito alto, de modo que uma carga de cereal dobrava seu preço a cada 450 km, sendo que era mais barato enviá-la de barco de um extremo ao outro do Mediterrâneo do que transportá-la de maneira terrestre por pouco mais de 110 km. Isso favoreceu um uso abundante do transporte fluvial e estima-se que o estabelecimento de fronteiras imperiais em os rios Reno e Danúbio foi devido a considerações estratégicas e logísticas. Teve também como consequência que o interior do império sem acesso aos cursos de água dependia exclusivamente dos mercados próximos — por exemplo, as tropas estacionadas nas proximidades — de tal forma que se estes desaparecessem eles não teriam onde vender os seus produtos. Ao contrário, quando havia safras ruins, as cidades tinham que subsidiar o transporte do cereal que compravam para que seu preço ficasse acessível à população.

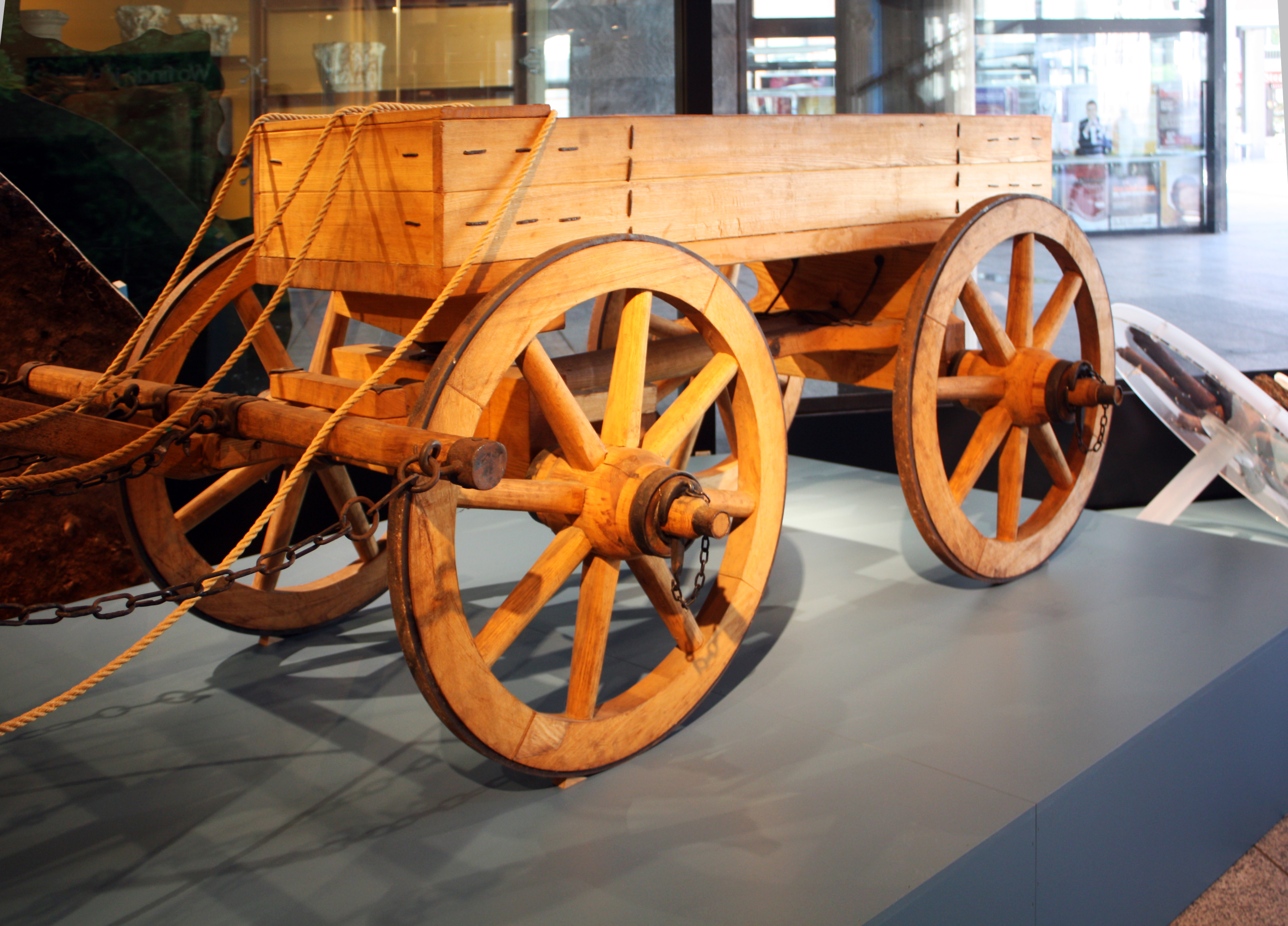
Réplica de uma carroça romana usada para transporte terrestre

Apesar da separação administrativa que levou à divisão do império em duas partes (oriental e ocidental), sua natureza como um mercado comum foi mantida dentro da qual as barreiras comerciais eram mínimas. As moedas eram comuns e válidas em todo o território, independentemente de onde tinha sido emitida e o soldo era usado mesmo dentro do Barbárico. As taxas para o comércio interno eram escassas e onde eram impostas eram baixas (2,5% no século IV; 4% no século V), enquanto a infraestrutura de comunicações (estradas, pontes, hidrovias, portos) continuaram a ser eficientes e bem mantidas dentro de um bom nível de segurança com baixos níveis de banditismo ou pirataria. O comércio exterior, no entanto, continuou altamente regulado: tinha que ser feito através de pontos autorizados, as tarifas de importação eram de 12,5% e havia proibição de exportação de alguns itens (vinho, azeite, armas, ouro, ferro, cobre). O comércio era determinado por dois fatores: o alto custo do transporte e o baixo poder aquisitivo da maioria da população. O setor de longa distância focava nos itens de maior valor em relação ao peso e que poderiam ser adquiridos pelas camadas mais ricas da população. Os de curta distância, por outro lado, tratava de produtos mais baratos e mais acessíveis para a maioria das pessoas. O trabalho do comerciante costumava ser hereditário, não por lei, mas porque os pais treinavam e iniciavam seus filhos no ofício. A atividade era diferente de acordo com as populações e variava desde a simplicidade das aldeias e pequenas cidades onde os agricultores vendiam suas safras para comprar produtos dos artesãos, as capitais de província ou dioceses onde os consumidores tinham mais poder aquisitivo e grandes cidades como Arles, que, com seu porto localizado na foz do rio Ródano, recebia e enviava todo tipo de mercadorias por mar ou rio. A metrópole de Roma era um caso particular, pois recebia e produzia uma ampla gama de mercadorias, mas para o consumo de sua população, não para vendê-las a outros lugares.

## Sociedade

### Educação e literatura

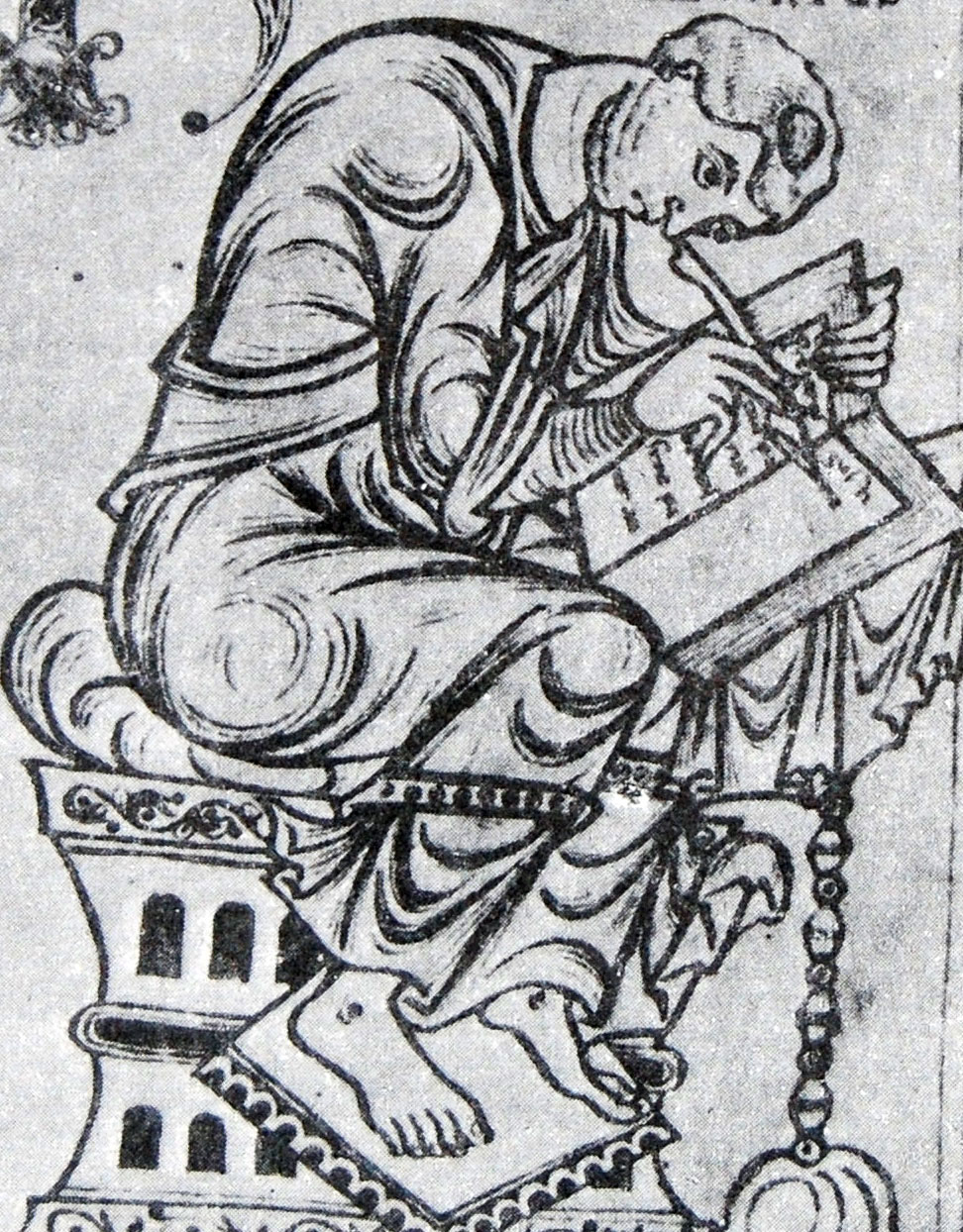
Paulo Orósio um dos poucos autores de um gênero histórico que existiu no Império do Ocidente

A separação política e administrativa do império em duas metades foi acompanhada por uma divisão cultural entre uma área ocidental de língua latina e uma área oriental de língua grega. Na primeira, aprender a língua grega perdeu importância dentro do sistema educacional e foi relegado para as primeiras fases de ensino. O sistema tinha três fases: a escola primária —entre 7 e 12 anos— onde aprendiam a ler, escrever e aritmética básica, seguida da escola de gramática —entre 12 e 16— em que se aprofundou no obras dos grandes autores clássicos. O treinamento posterior continuava na escola de retórica com base nas obras de Cícero e Quintiliano. Para o estudo de direito ou filosofia, os interessados tinham que ir a cidades específicas onde eram ensinados, enquanto para estudos técnicos —medicina, medicina veterinária, arquitetura, engenharia, etc.— manuais autodidatas eram usados ou se tornavam aprendizes de um professor. A igreja cristã não interferia muito no sistema educacional e a leitura de textos religiosos era realizada, ao invés, em um nível privado, dentro de casa.
A produção literária era extensa, embora tenha permanecido conservadora em relação à dos séculos anteriores, além de homogênea em todos os cantos do Império do Ocidente onde obras especialmente brilhantes não viram a luz. Ausônio, Claudiano e Sidônio Apolinário se destacaram na poesia secular, enquanto a de temas religiosos era feita por Arnóbio, Prudêncio e Paulino. Na prosa, as mais difundidas eram a retórica — especialmente a temática cristã com Agostinho de Hipona como figura proeminente — e a epístola com obras de Quinto Aurélio Símaco e Sidônio Apolinário. As obras do gênero histórico eram escassas — ao contrário da metade oriental do império — e em geral limitavam-se a crônicas. Idácio, Sulpício Severo, Sexto Aurélio Vítor e Paulo Orósio podem ser citados como autores da época. As biografias, por outro lado, se concentraram principalmente nas vidas dos santos, escritas em um estilo simples para torná-las acessíveis ao público em geral. Também não havia obras ou figuras relevantes dentro da teologia e filosofia com a notável exceção do já mencionado Agostinho de Hipona.

### Arte e arquitetura

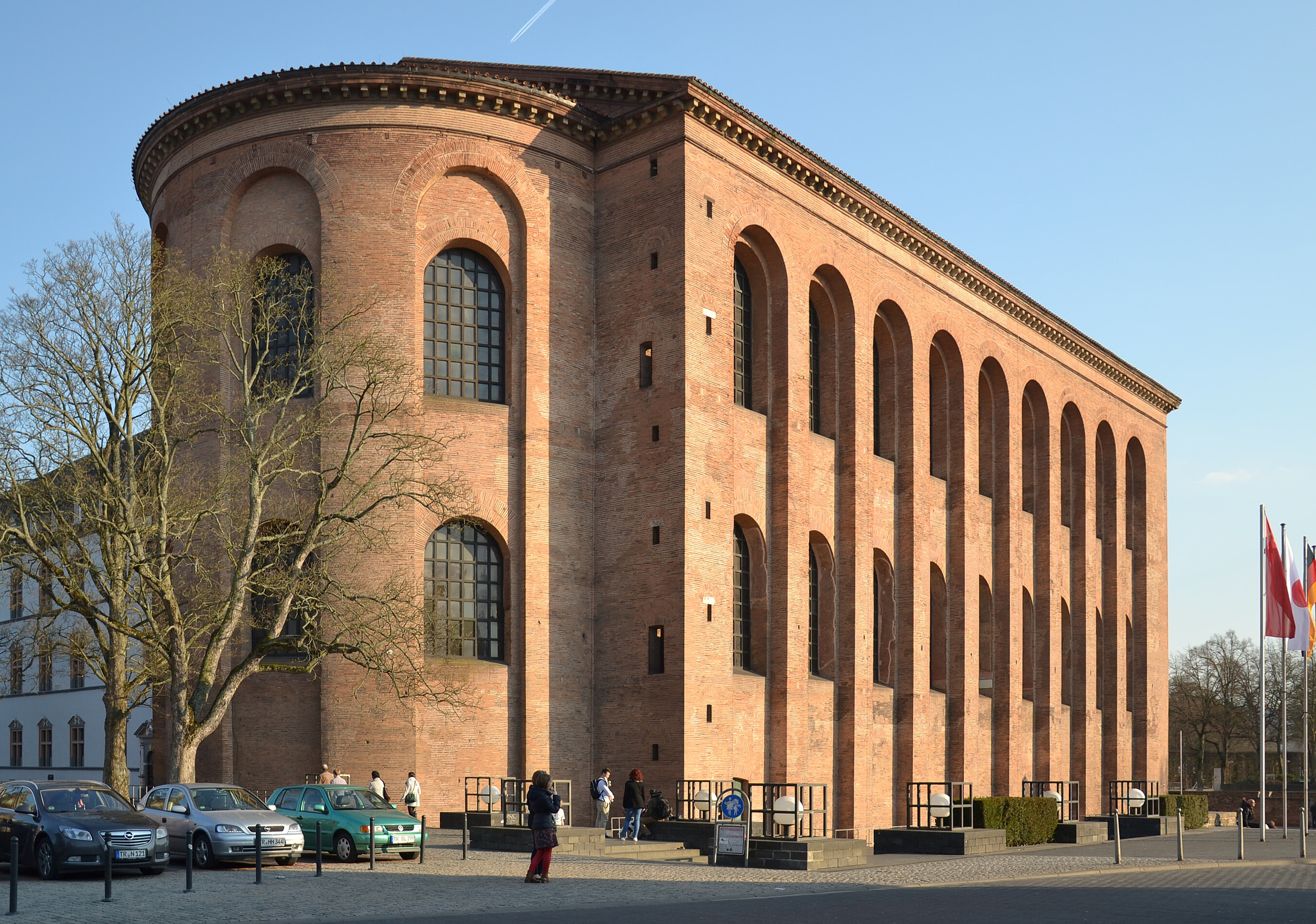
Aula Palatina em Augusta dos Tréveros. As novas construções eram principalmente igrejas cristãs ou estruturas militares defensivas

No início do século IV, o número de artesãos e artistas ligados à arquitetura monumental, escultura e pintura foi bastante reduzido devido à paralisação da produção dessas obras de arte durante a longa crise do século III. Apesar do fato de os governantes da tetrarquia terem procurado promover estes ofícios concedendo privilégios e vantagens fiscais, a interrupção anterior fez com que as obras se tornassem mais simples do que no principado. No domínio da escultura prevalecia um estilo mais tradicional, porém vigoroso, enquanto na arquitetura a reutilização profusa de materiais de edifícios anteriores levou os pedreiros mais especializados a encontrar trabalho apenas nas poucas obras promovidas pela autoridade imperial. A construção de novos edifícios a nível municipal centrou-se principalmente em obras defensivas e na construção de igrejas de construção simples e homogênea com pequenas variações dependendo do material disponível e dos costumes arquitetônicos de cada área. Embora a produção de mosaicos e pinturas mantivesse o estilo anterior, a escassez de artesãos qualificados tornava os motivos geométricos e florais mais simples de serem elaborados do que os pictóricos predominantes.

### Esportes e apresentações públicas

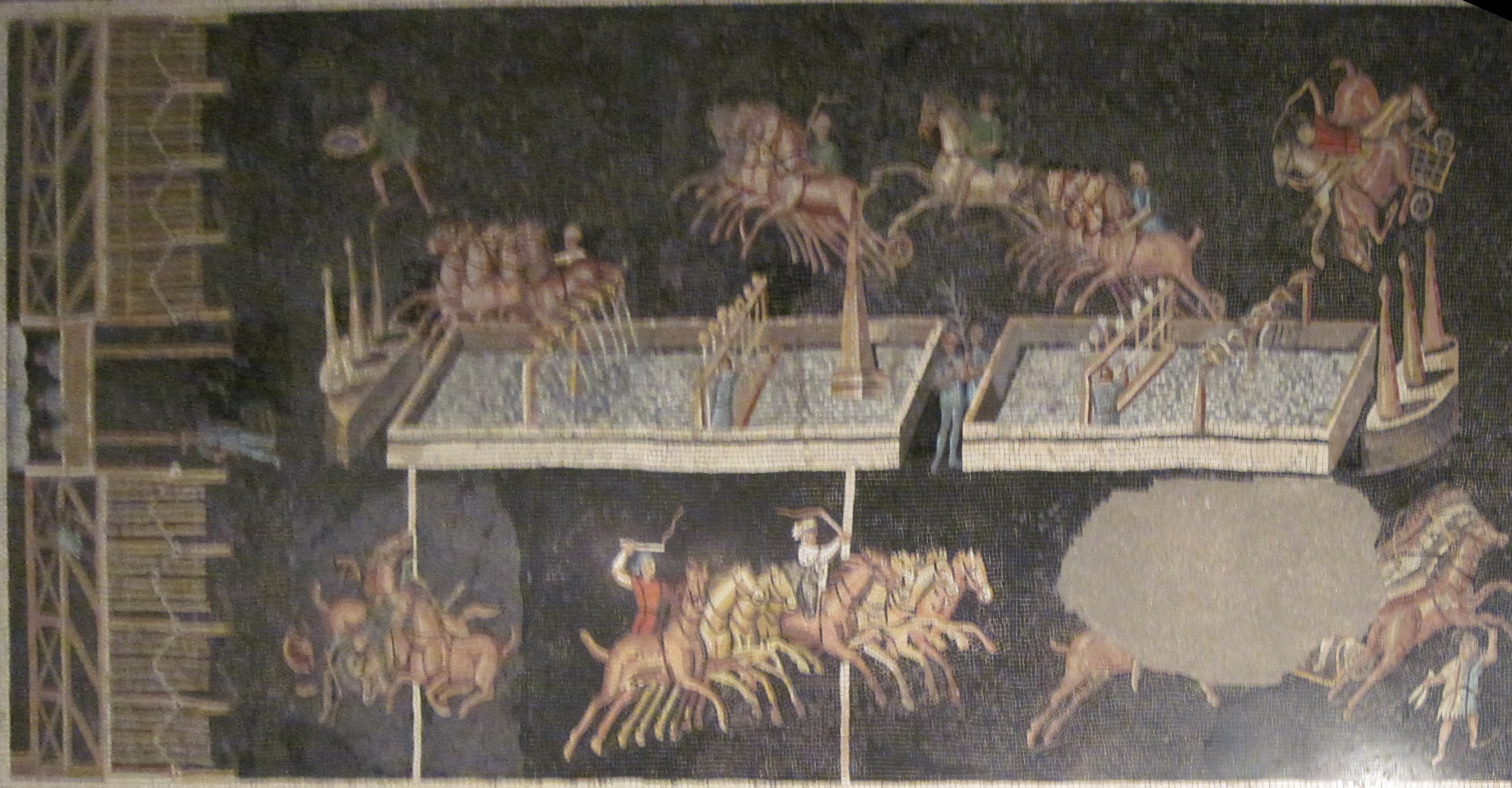
Mosaico de Lugduno (atual Lião) com uma corrida de bigas das quatro facções

Os jogos — gladiadores, corridas e caça de animais exóticos — banhos públicos, competições atléticas e artes cênicas — drama, mímica e apresentações aquáticas — mantiveram sua popularidade durante o século IV e sua posição como uma marca registrada da civilização. Gladiadores solitários foram suprimidos por Honório no século V, o que fez com que as corridas de bigas se tornassem os esportes favoritos, onde os cocheiros se tornavam estrelas populares com altos salários e os melhores cavalos eram procurados onde quer que estivessem. Embora continuassem sendo as facções tradicionais dos vermelhos, azuis, brancos e verdes, os preferidos eram os verdes e os azuis, que eram seguidos apaixonadamente por toda a população de tal forma que desde a família imperial até os mais humildes, qualquer um dos seus membros ou era "verde" ou era "azul".

### Religião
A crise do terceiro século marcou uma virada na tendência de abandono da religião observada desde as primeiras décadas do principado de tal forma que o período do Baixo Império foi intensamente religioso para as crenças pagãs e cristãs. Até mesmo pensamentos filosóficos foram afetados por essa mudança, sendo que o racionalismo e o materialismo que permearam o epicurismo deram lugar à espiritualidade do neoplatonismo. A crença na magia se espalhou entre os intelectuais pagãos, enquanto os milagres atribuídos aos santos atraíam a atenção da população cristã. Entre nelas, também, as controvérsias doutrinárias eram tão populares que floresceu um bom número de heresias — Agostinho chegou a enumerar 87 — que, embora na metade ocidental normalmente atraísse um pequeno número de seguidores, deu origem a movimentos de longo alcance, como os donatistas. As doutrinas pagã e cristã tinham muitos pontos em comum e as diferenças se manifestavam, antes, na ênfase que era dada a cada aspecto específico, entre o qual destacava a importância dada pelo cristianismo à caridade para com os pobres, órfãos e viúvas.

#### Paganismo

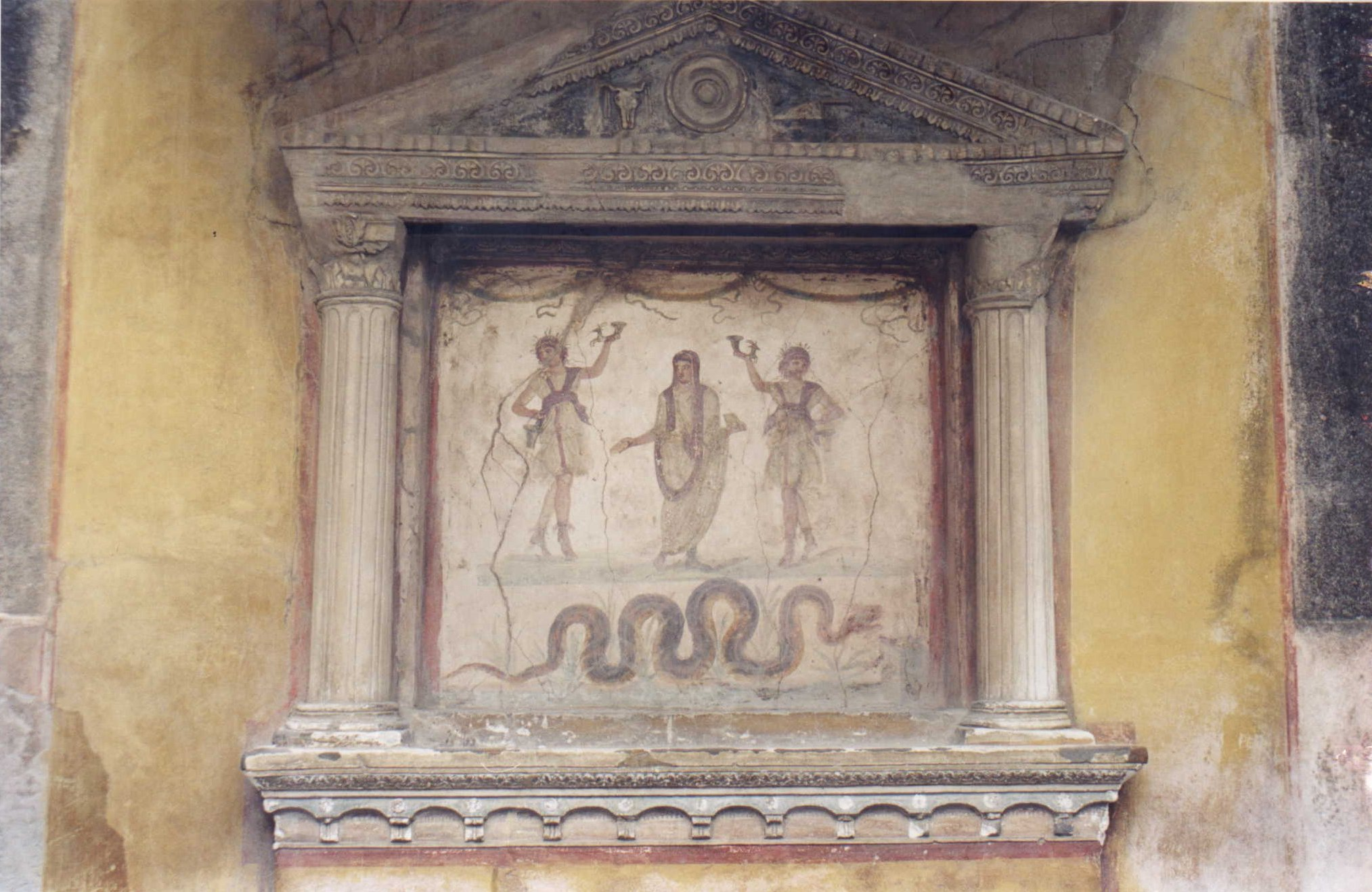
Larário romano. A adoração aos deuses tutelares manteve sua popularidade entre a população rural

Mais do que uma religião estruturada com uma doutrina clara, o paganismo romano era um amálgama de crenças, mitos e pensamentos filosóficos que atendiam às necessidades espirituais de todas as camadas da população: desde os fazendeiros que buscavam fertilidade ou boas safras até os intelectuais que queriam acessar o que viam como uma verdade esotérica escondida e longe da vulgaridade. Ele manteve a proteção do governo durante o período da tetrarquia e sua prática tornou-se obrigatória para lidar com a crescente disseminação do cristianismo. Essa situação mudou na última década do governo de Constantino I quando os aluguéis recebidos por seus templos foram expropriados e durante o governo de seus filhos começaram os obstáculos legais ao seu exercício dos rituais pagãos que não seriam amenizados até que Juliano chegasse ao poder em 360. A dinastia valentiniana manteve uma posição tolerante, mas, com o advento de Teodósio em 395, a velha religião perdeu completamente o apoio do Estado e sua prática tornou-se cada vez mais difícil. Suas crenças se mantiveram firmes em dois grupos sociais muito diferentes: a classe superior e culta, que os associavas ao período glorioso da história de Roma e da educação clássica, bem como à população rural muito conservadora e deixada de lado pelos evangelizadores cristãos, que focavam seu trabalho nas áreas urbanas. O tipo de paganismo também diferia segundo a população. A camada mais intelectual acreditava em uma divindade suprema que governava o universo e cujos aspectos se manifestavam nos diferentes deuses do panteão, enquanto a população comum era mais devotada a algum deus em particular ou àqueles que protegiam seu local de residência.

#### Cristianismo

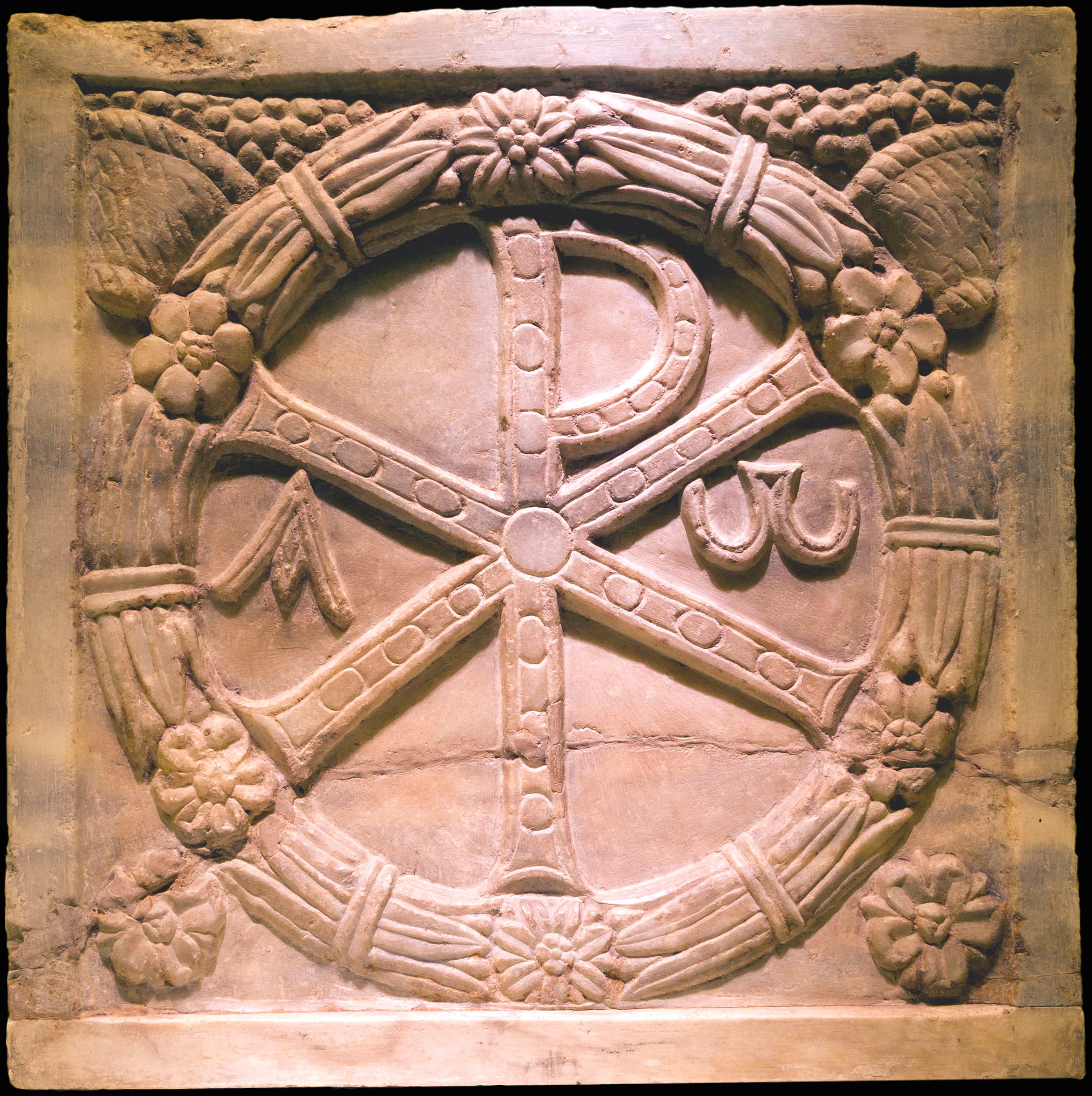
Chi Rho de um sarcófago do século IV

Os cristãos acreditavam em um único deus e esse monoteísmo austero logo se mostrou insuficiente para atender às necessidades espirituais do grande número de fiéis que abraçaram a nova fé. Isso levou ao crescimento do culto popular dos santos e mártires que substituíram o papel anteriormente desempenhado pelos deuses locais.
Embora seu código moral não fosse muito superior ao apresentado pelas crenças pagãs, era pregado de forma mais intensa, para um público maior e com a ameaça da condenação eterna para os não complacentes. No entanto, como o cristianismo era uma religião seguida por um pequeno número de fiéis muito comprometidos, não foi fácil disseminá-lo entre a população em geral que, em grande parte, continuou com o mesmo comportamento que tinha com a religião pagã. Com uma população mais preocupada com sua vida mundana, o que dificultava a concretização dos ideais pregados pela igreja de tal forma que os jogos não perderam sua popularidade — só a proibição governamental poderia acabar com os gladiadores — a moralidade sexual permanecia frouxa; o nível de divórcios não diminuiu — realizados, agora, como separações de fato quando as suposições legais não eram possíveis — enquanto a escravidão e a prostituição permaneceram legais e generalizadas.
Diante da dificuldade de estrito cumprimento da doutrina, muitos fiéis optaram por receber o batismo no final da vida para obter o perdão dos pecados cometidos durante a mesma. Quando, no século V, esse sacramento foi popularizado para os recém-nascidos, popularizou a prática de penitências como forma de propagação da salvação, mas sua difícil execução levou com que fossem feitas apenas pouco antes da morte. Aqueles muito comprometidos com o ideal cristão buscaram várias maneiras alternativas de se retirar da vida mundana, como tornar-se eremitas, isolados em casa, ou entravam em mosteiros de maneira que, longe de distrações e tentações, tivessem mais facilidade para evitar a danação eterna.

## Legado
À medida que o Império Romano do Ocidente desmoronava, os novos governantes germânicos que conquistaram suas províncias constituintes mantiveram a maioria das leis e tradições romanas. Muitas das tribos germânicas invasoras já eram cristianizadas, embora a maioria fosse seguidora do arianismo. Eles rapidamente mudaram sua adesão à igreja estatal do Império Romano. Isso ajudou a cimentar a lealdade das populações romanas locais, bem como o apoio do poderoso bispo de Roma. Embora inicialmente continuassem a reconhecer as leis tribais indígenas, os germânicos foram mais influenciados pela lei romana e gradualmente a incorporaram. O direito romano, particularmente o Corpus Juris Civilis coletado sob as ordens de Justiniano I, é a base do direito civil moderno. Em contraste, a common law é baseada na lei germânica anglo-saxônica. O direito civil é de longe o sistema jurídico mais difundido do mundo, em vigor de alguma forma em cerca de 150 países.
Um legado muito visível do Império Romano do Ocidente é a Igreja Católica. As instituições da Igreja lentamente começaram a substituir as romanas no Ocidente, até mesmo ajudando a negociar a segurança de Roma durante o final do século V. Em meados do período medieval (c. séculos IX e X) as partes centrais, ocidentais e do norte da Europa tinha sido largamente convertido ao catolicismo romano e reconheciam a Papa como o Vigário de Cristo. O primeiro dos reis bárbaros a se converter à Igreja de Roma foi Clóvis I dos francos; outros povos, como os visigodos, mais tarde seguiram o exemplo para ganhar o favor do papado.
Quando o Papa Leão III coroou Carlos Magno como "Imperador Romano" em 800, ele cortou os laços com o ultrajado Império do Oriente e estabeleceu o precedente de que nenhum homem na Europa Ocidental seria imperador sem uma coroação papal. Embora o poder que o papa exercia tenha mudado significativamente ao longo dos períodos subsequentes, o cargo em si permaneceu como o chefe da Igreja Católica e o chefe de Estado da Cidade do Vaticano. O Papa tem consistentemente mantido o título de pontífice máximo desde antes da queda do Império Romano do Ocidente e o mantém até hoje; título usado anteriormente pelo sumo sacerdote da religião politeísta romana, um dos quais era Júlio César.
O Senado Romano sobreviveu ao colapso inicial do Império Romano do Ocidente. Sua autoridade aumentou sob o governo de Odoacro e mais tarde dos ostrogodos, o que foi evidenciado pelo Senado instalar Símaco como papa em 498, apesar de Teodorico da Itália e do imperador Anastácio apoiarem outro candidato, Lourenço. Se sabe exatamente quando o Senado desapareceu, mas sabe-se que a instituição sobreviveu pelo menos até o século VI, visto que presentes do Senado foram recebidos pelo imperador Tibério II em 578 e 580. O edifício tradicional do senado, Cúria Júlia, foi reconstruído como uma igreja sob o Papa Honório I em 630, provavelmente com a permissão do imperador oriental, Heráclio.

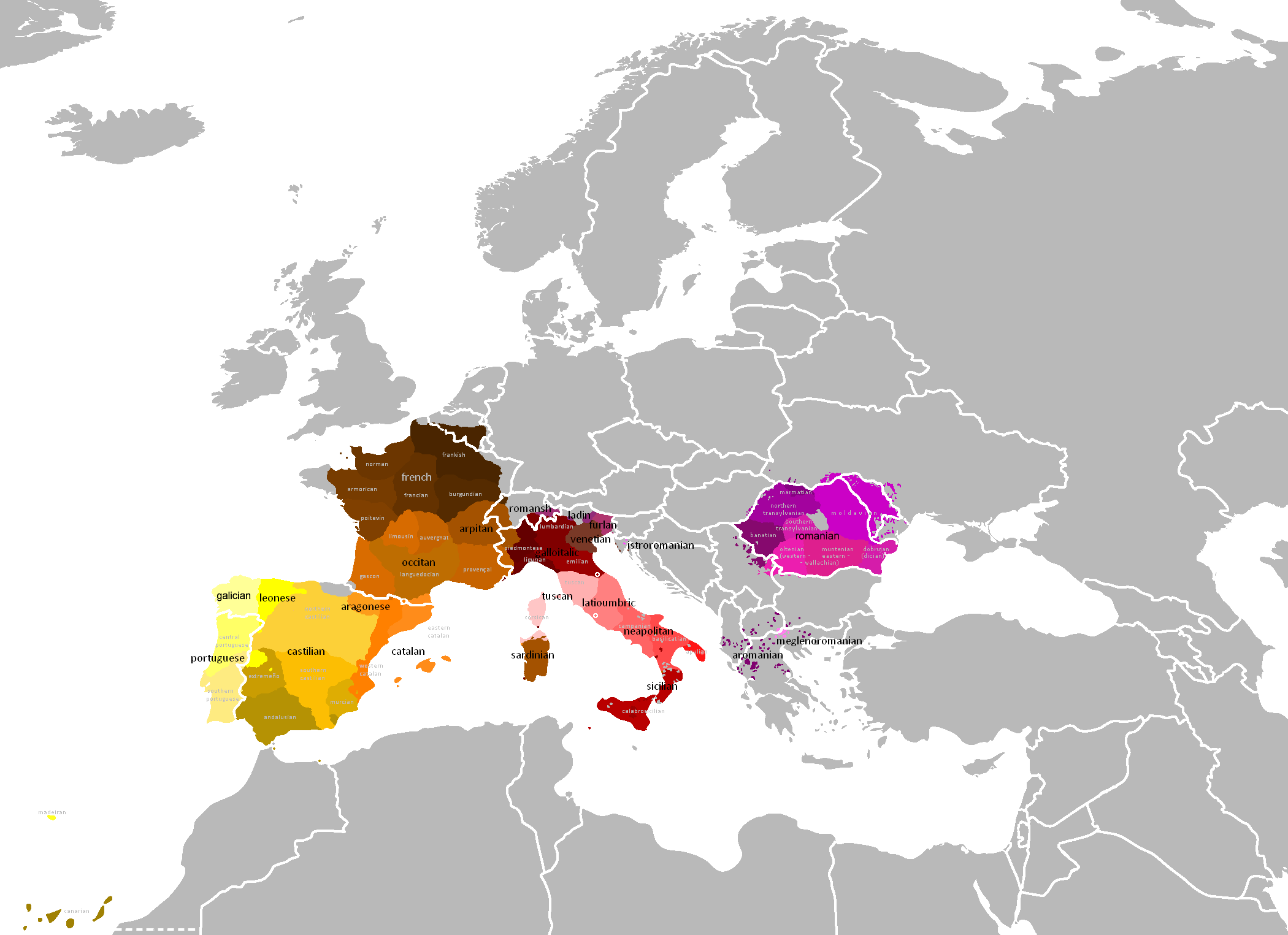
As línguas românicas, que se desenvolveram a partir do latim após a queda do Império Romano do Ocidente, são faladas na Europa Ocidental até hoje e sua extensão quase reflete as fronteiras continentais do antigo império

O latim como língua não desapareceu. O latim vulgar combinado com as línguas germânicas e celtas vizinhas, dando origem às línguas românicas modernas, como italiano, francês, espanhol, português, romeno e um grande número de línguas e dialetos menores. Hoje, mais de 900 milhões de pessoas são falantes nativas de línguas românicas em todo o mundo. Além disso, muitas línguas românicas são usadas como línguas francas por falantes não nativos. O latim também influenciou as línguas germânicas, como o inglês e o alemão. Ele sobrevive em uma forma "mais pura" como a linguagem da Igreja Católica; a missa católica era falada exclusivamente em latim até o ano de 1969. Como tal, também foi usado como língua franca por eclesiásticos. Continuou a ser a língua da medicina, do direito e da diplomacia (a maioria dos tratados foi escrita em latim ), bem como de intelectuais e acadêmicos até o século XVIII. Desde então, o uso do latim diminuiu com o crescimento de outras línguas francas, especialmente o inglês e o francês. O alfabeto latino foi expandido devido à divisão de I em I e J, e de V em U, V e, em alguns lugares (especialmente nas línguas germânicas e no polaco), W. É o sistema de escrita alfabético mais amplamente usado no mundo atualmente. Os numerais romanos continuam a ser usados em alguns campos e situações, embora tenham sido amplamente substituídos por numerais arábicos.